# Rennrodel-Europameisterschaften 2022

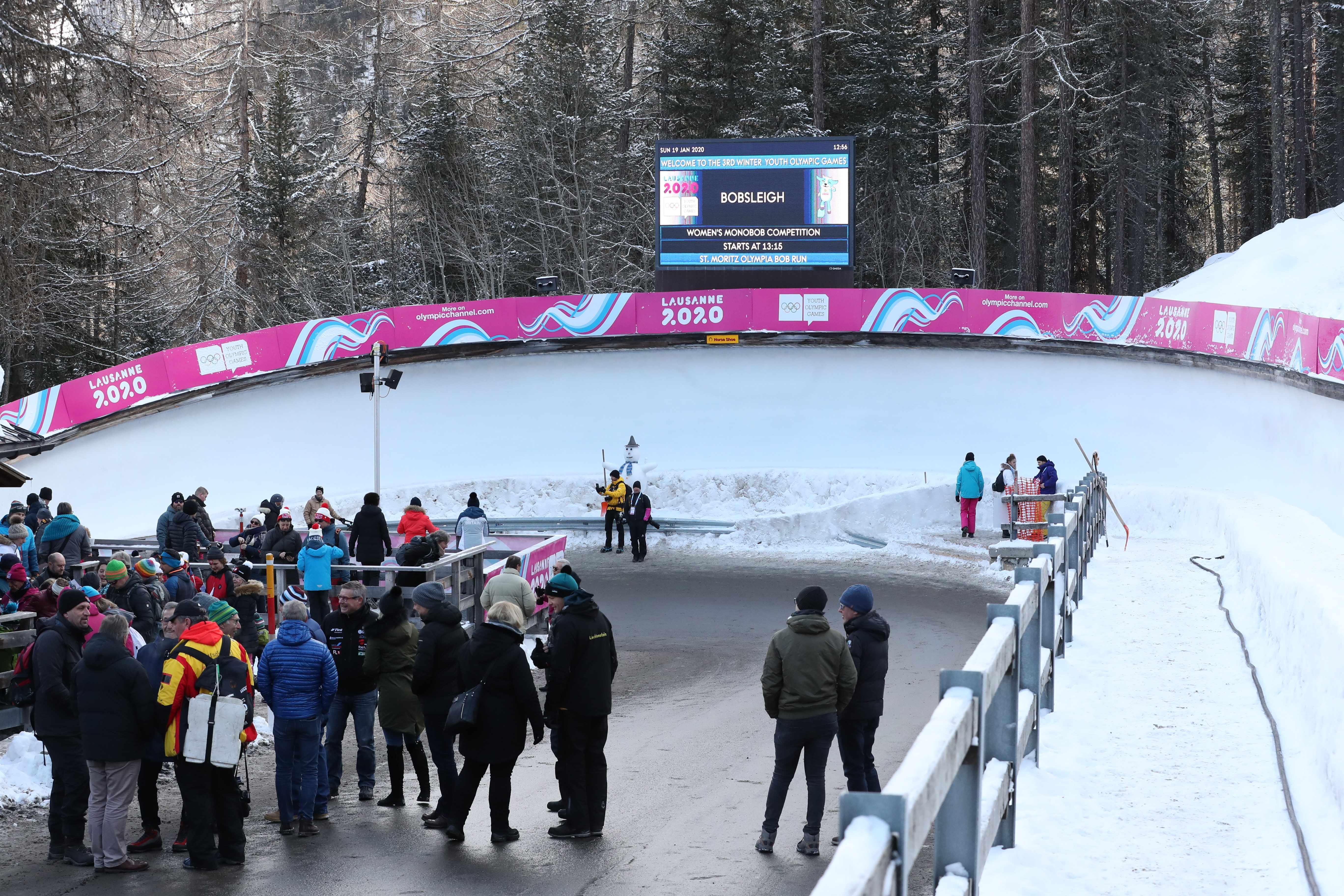
Horse-Shoe-Kurve des Olympia Bob Run St. Moritz–Celerina während der Olympischen Jugend-Winterspiele 2020

Die 53. Rennrodel-Europameisterschaften fanden am 22. und 23. Januar 2022 im Rahmen eines Weltcuprennens der Saison 2021/22 auf dem Olympia Bob Run St. Moritz–Celerina, Schweiz ausgetragen werden.

## Vergabe und Austragung

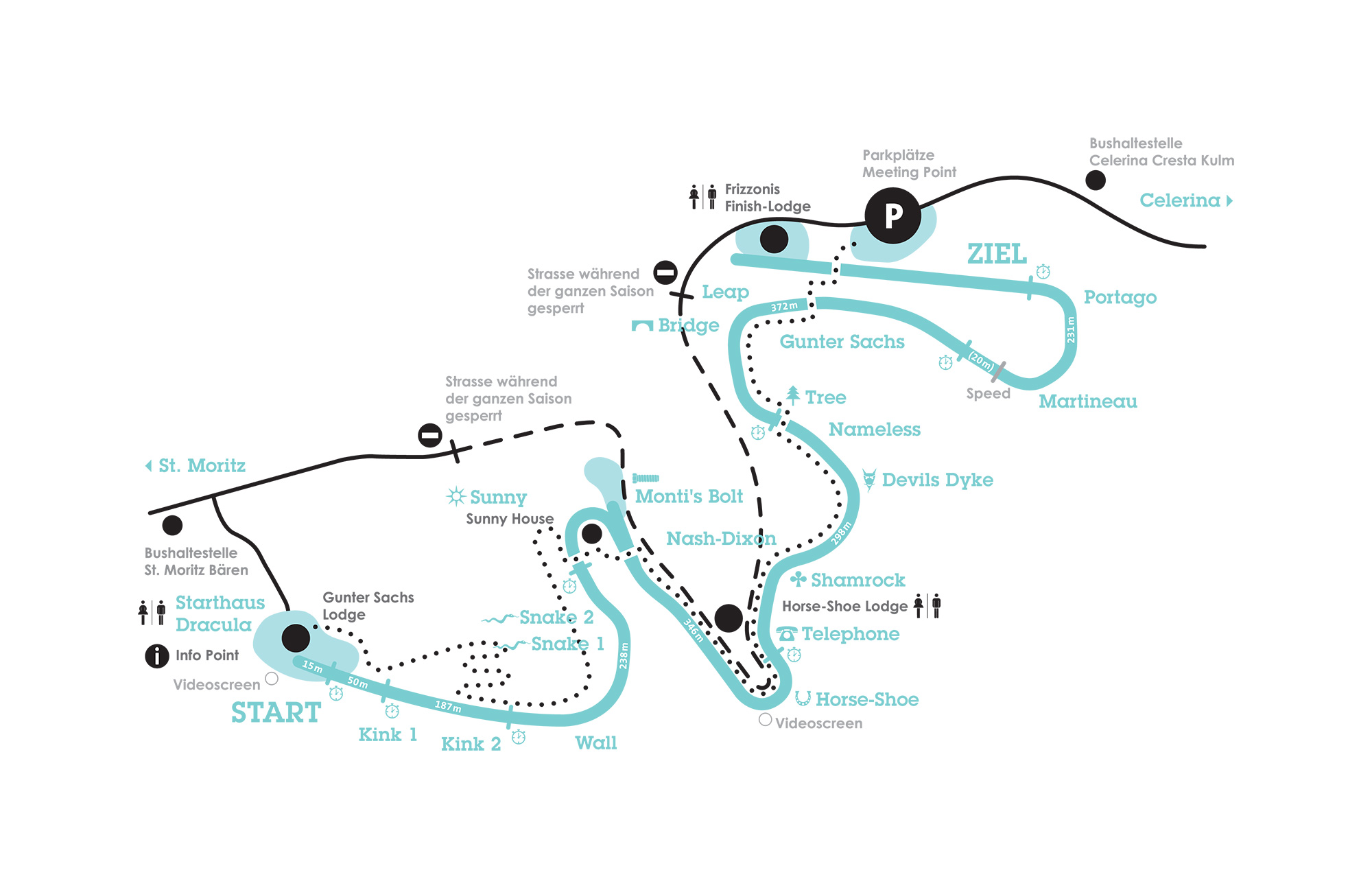
Streckenplan des Olympia Bob Run St. Moritz–Celerina

Die von der Fédération Internationale de Luge de Course organisierten kontinentalen Titelkämpfe wurden 2020 zum ersten Mal an St. Moritz–Celerina vergeben. 2000 hatten bereits Rennrodel-Weltmeisterschaften im Engadin stattgefunden. Ursprünglich war vorgesehen, dass der Rennrodel-Weltcup in der Saison 2021/22 erstmals nach 2012 wieder auf die einzige und älteste Natureisbahn der Welt zurückkehrt. Nachdem aufgrund der COVID-19-Pandemie jedoch das ursprünglich auf der Olympiabahn von 2022 (Yanqing) vorgesehene Weltcupfinale der Saison 2020/21 verlegt werden musste, feierte der Rennrodel-Weltcup bereits ein Jahr früher sein Comeback auf der Schweizer Bahn. Bereits 2020 hatten dort die Bob-, Rennrodel- und Skeletonwettbewerbe der Olympischen Jugend-Winterspiele stattgefunden.
Für die Europameisterschaften sind Wettbewerbe in den Einsitzern für Männer und Frauen, dem Doppelsitzer für Männer sowie in der Disziplin der Teamstaffel vorgesehen. Mit der Einführung der getrennten Wettbewerbe im Doppelsitzer für Männer und Frauen zur Weltcup-Saison 2021/22 werden die Europameisterschaften in St. Moritz–Celerina erstmals Doppelsitzerwettbewerbe nur für Männer austragen. Der Doppelsitzer der Frauen ist zunächst Bestandteil des Junioren-Weltcups und wird daher nicht in  St. Moritz–Celerina ausgetragen. Neben der regulären Wertung soll zudem in den Ein- und Doppelsitzerwettbewerben zum dritten Mal bei Europameisterschaften auch eine U23-Wertung vorgenommen werden.

## Titelverteidiger
Bei den vergangenen Europameisterschaften 2021 in Sigulda, Lettland siegten Tatjana Iwanowa im Frauen-Einsitzer, Felix Loch im Männer-Einsitzer, das Doppelsitzerpaar Andris Šics/Juris Šics sowie die Teamstaffel Russlands in der Besetzung Tatjana Iwanowa, Semjon Pawlitschenko, Wsewolod Kaschkin/Konstantin Korschunow.

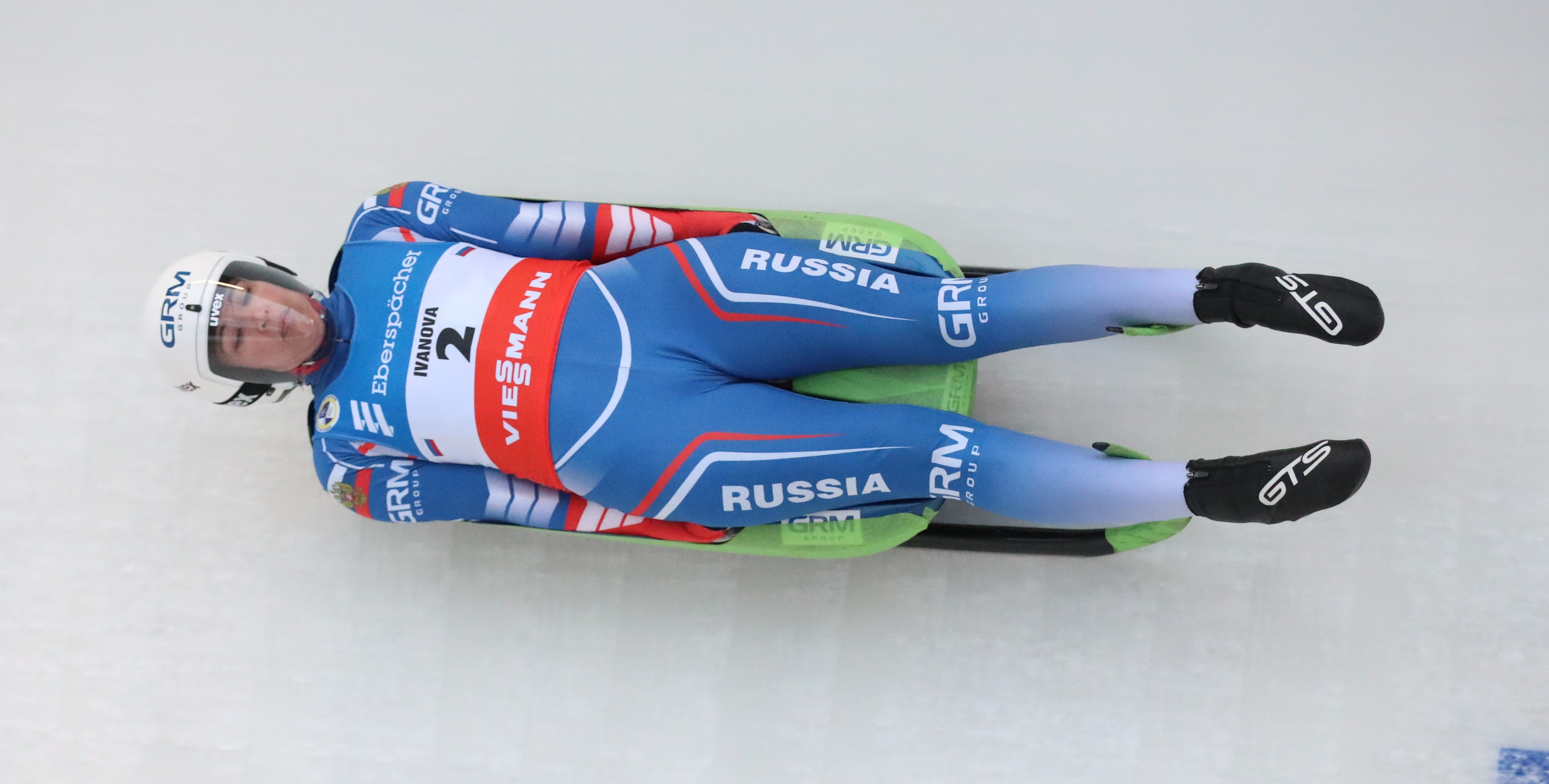
Tatjana Iwanowa
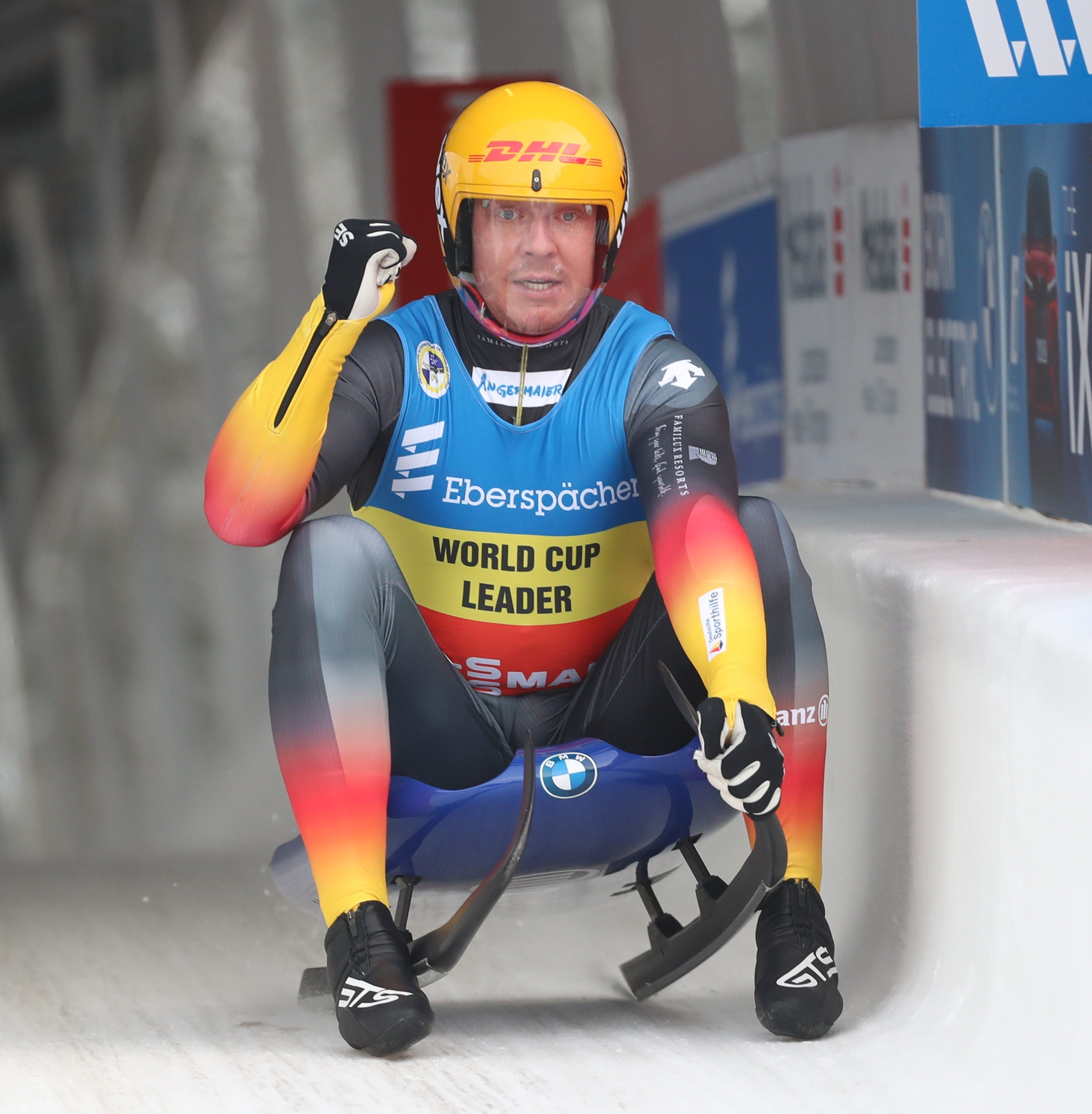
Felix Loch
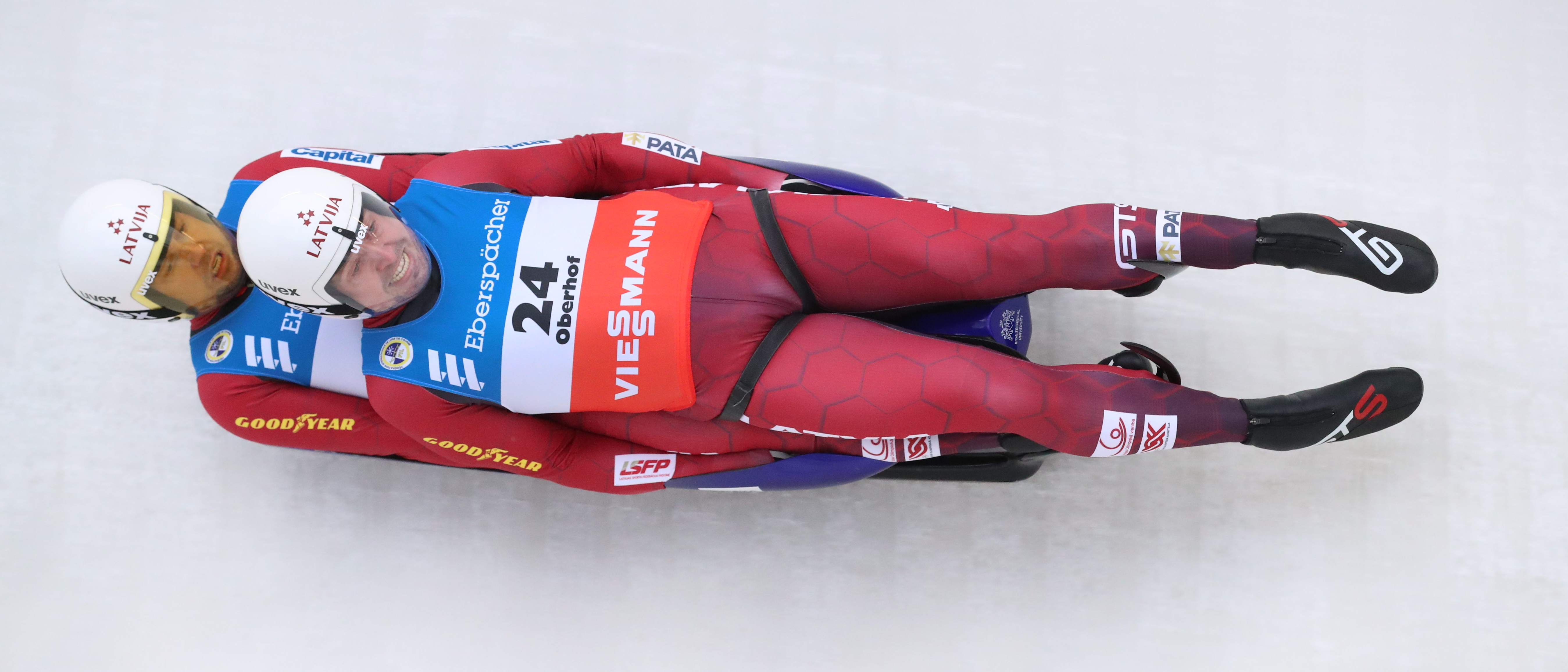
Andris Šics und Juris Šics
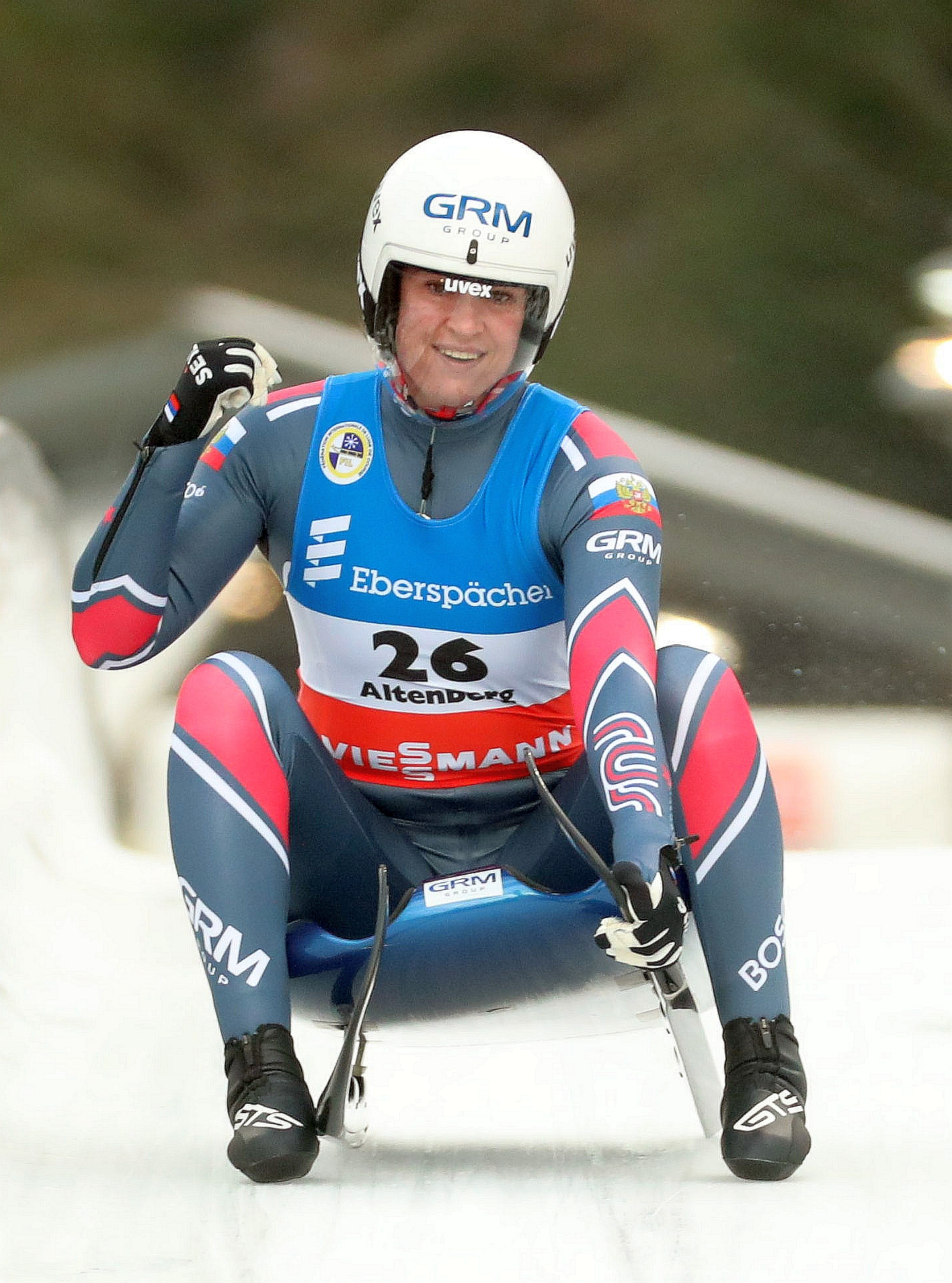
Tatjana Iwanowa
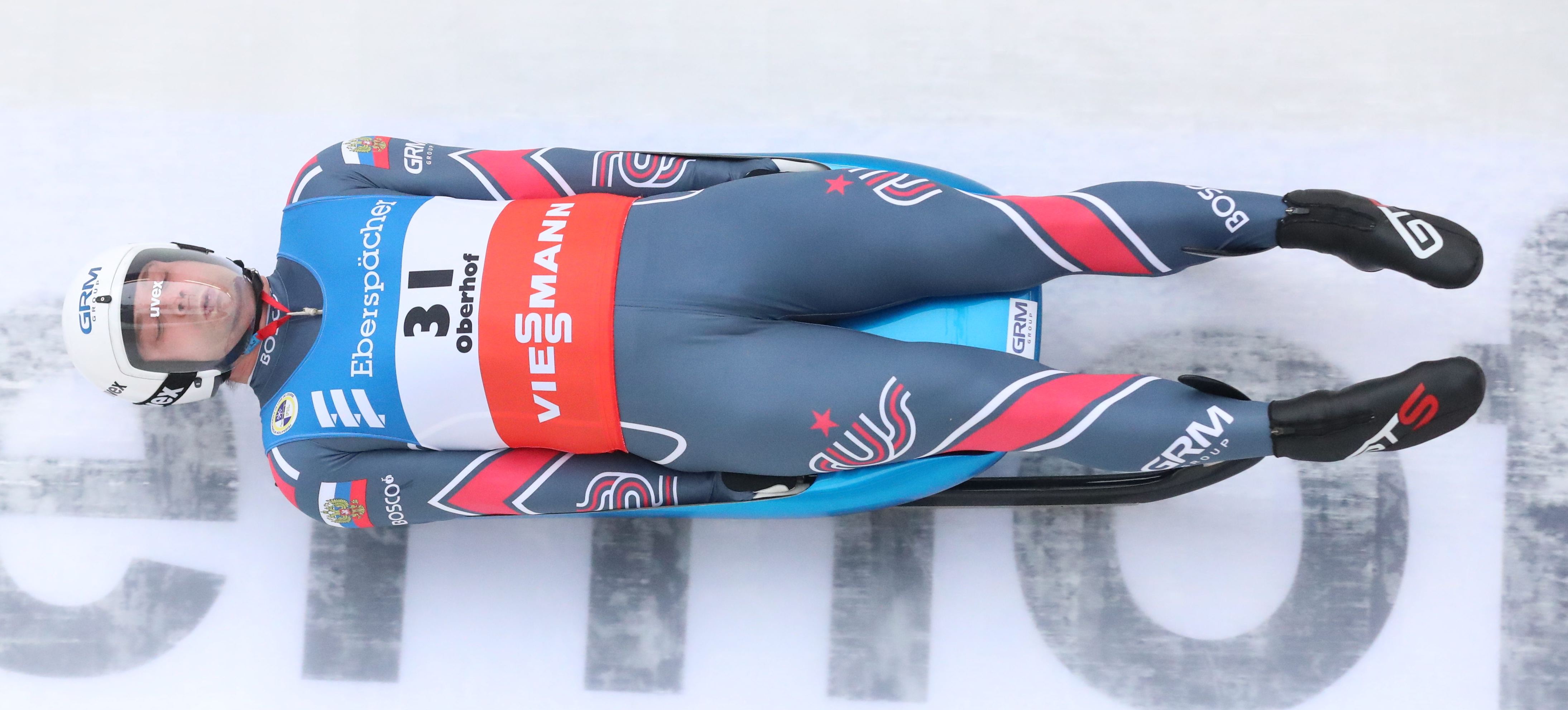
Semjon Pawlitschenko
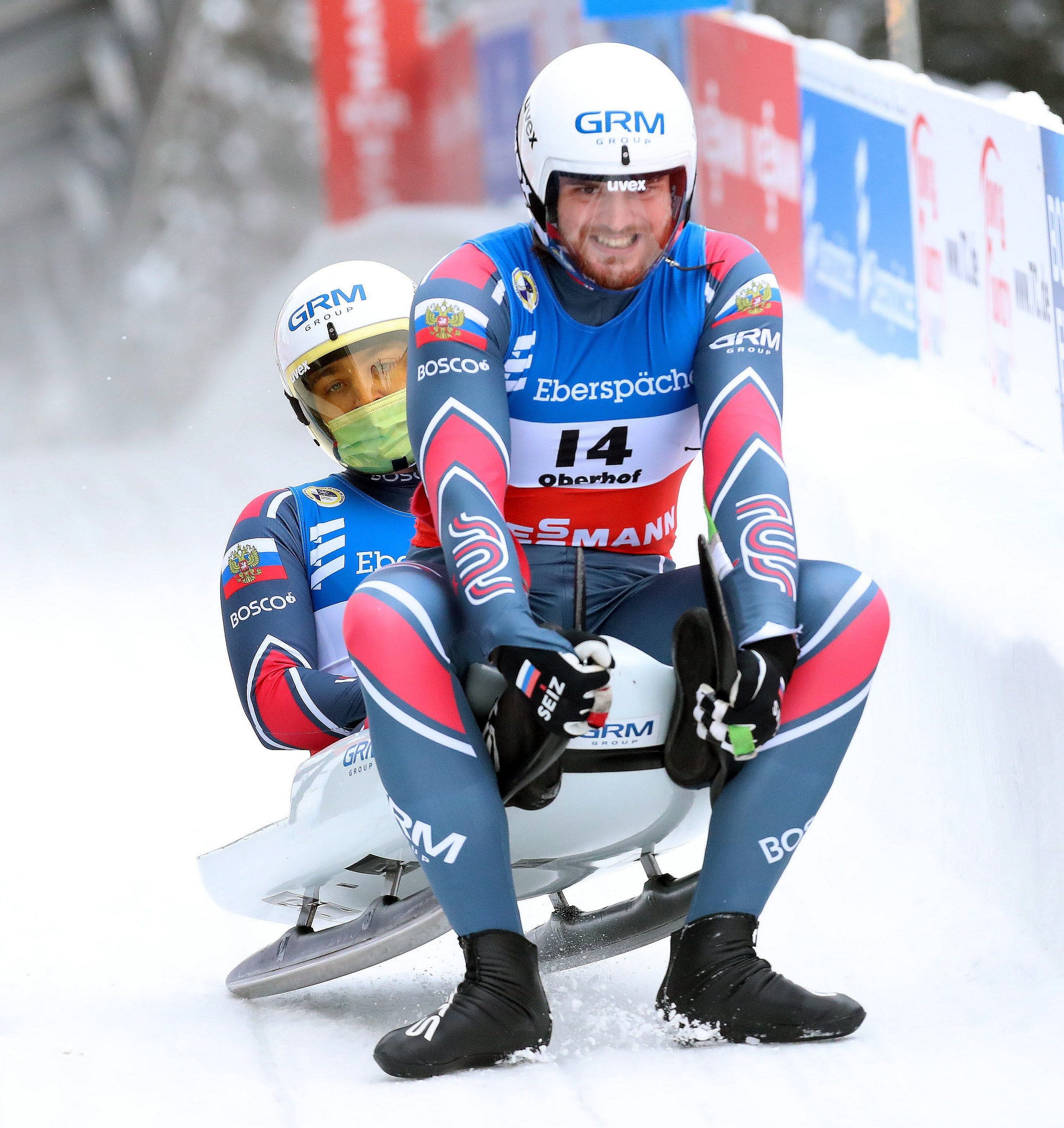
Wsewolod Kaschkin und Konstantin Korschunow

## Ergebnisse

### Einsitzer der Frauen

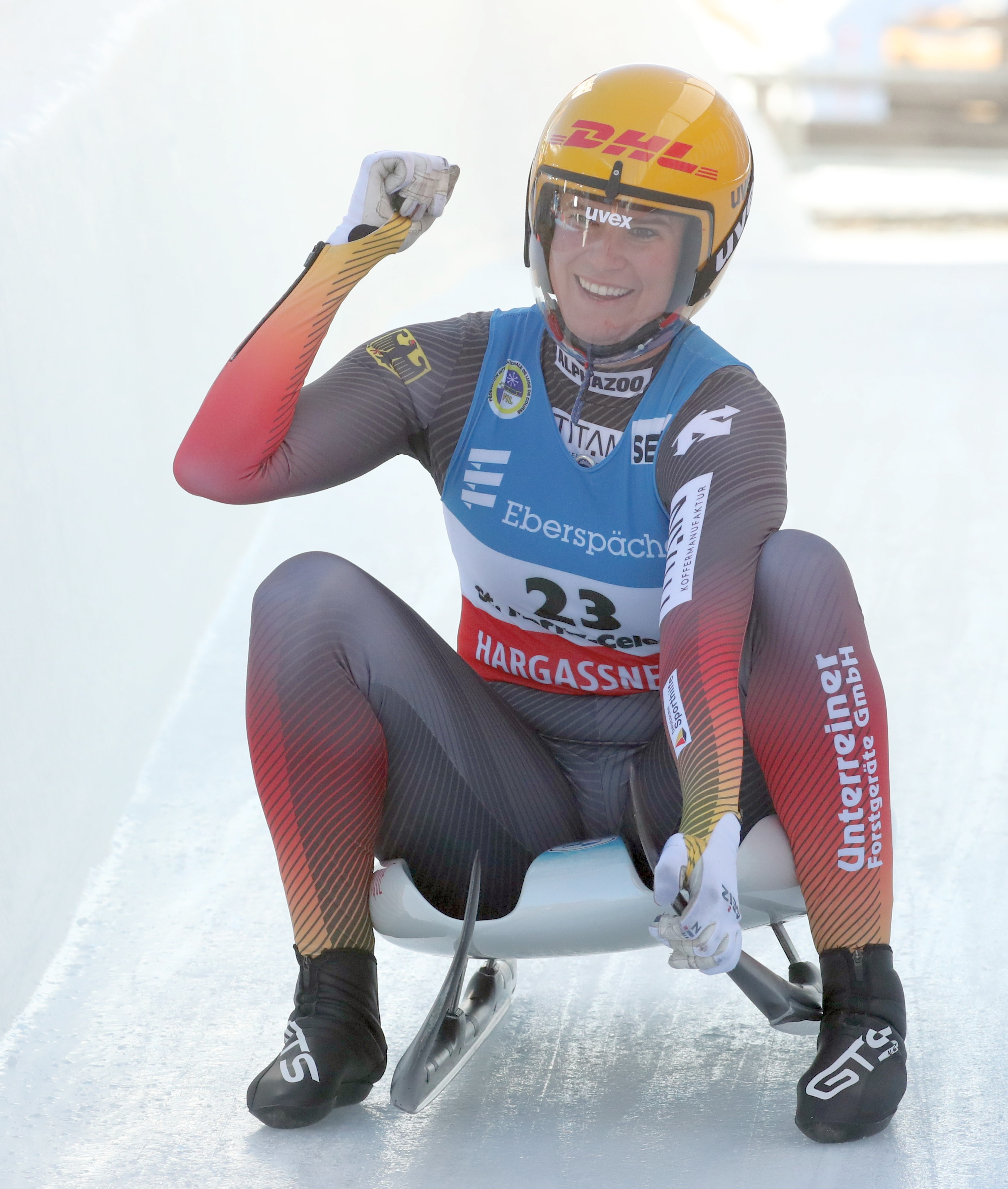
Natalie Geisenberger, Europameisterin

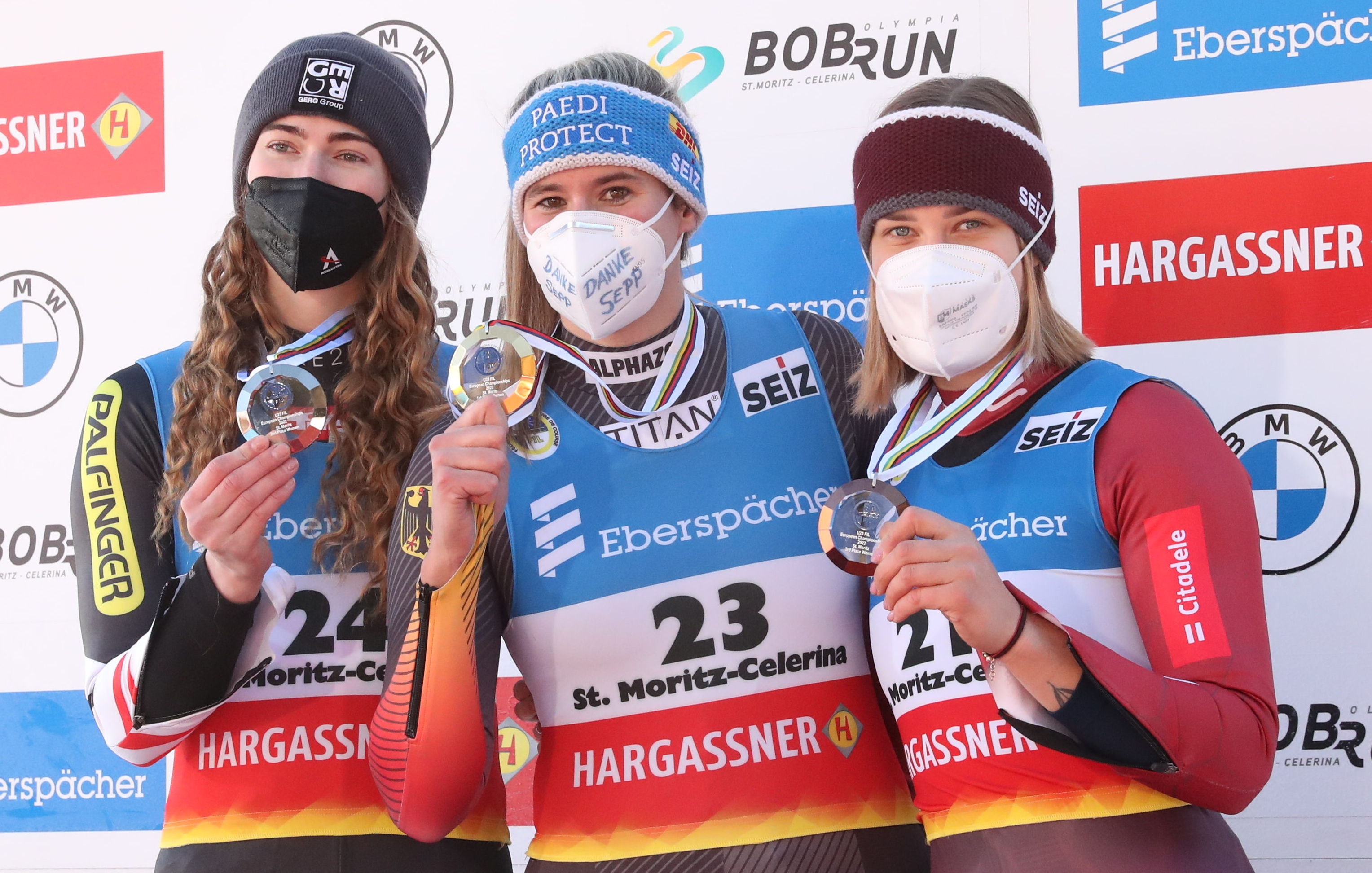
Egle, Geisenberger und Vītola

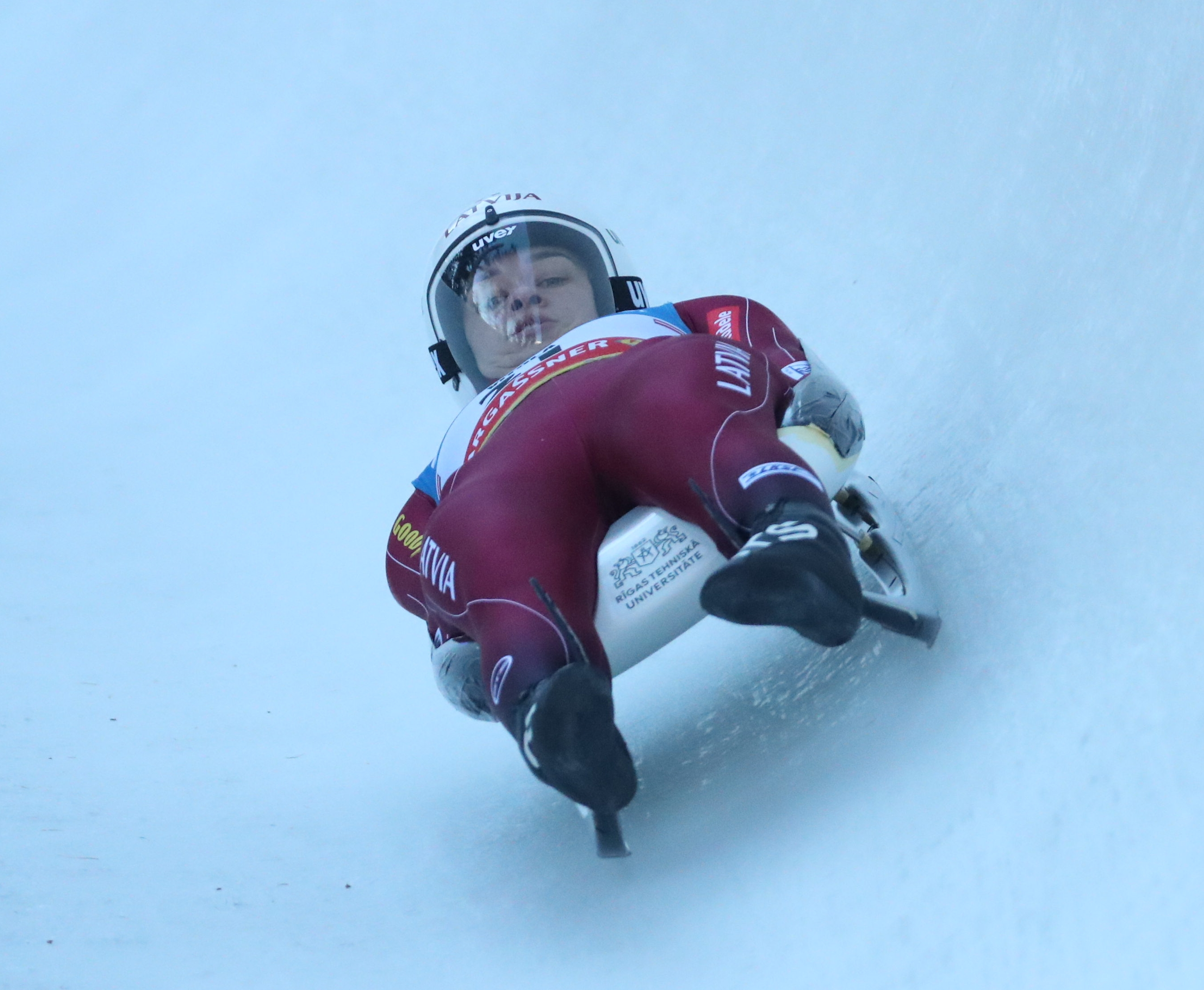
Elīna Ieva Vītola, U23-Europameisterin

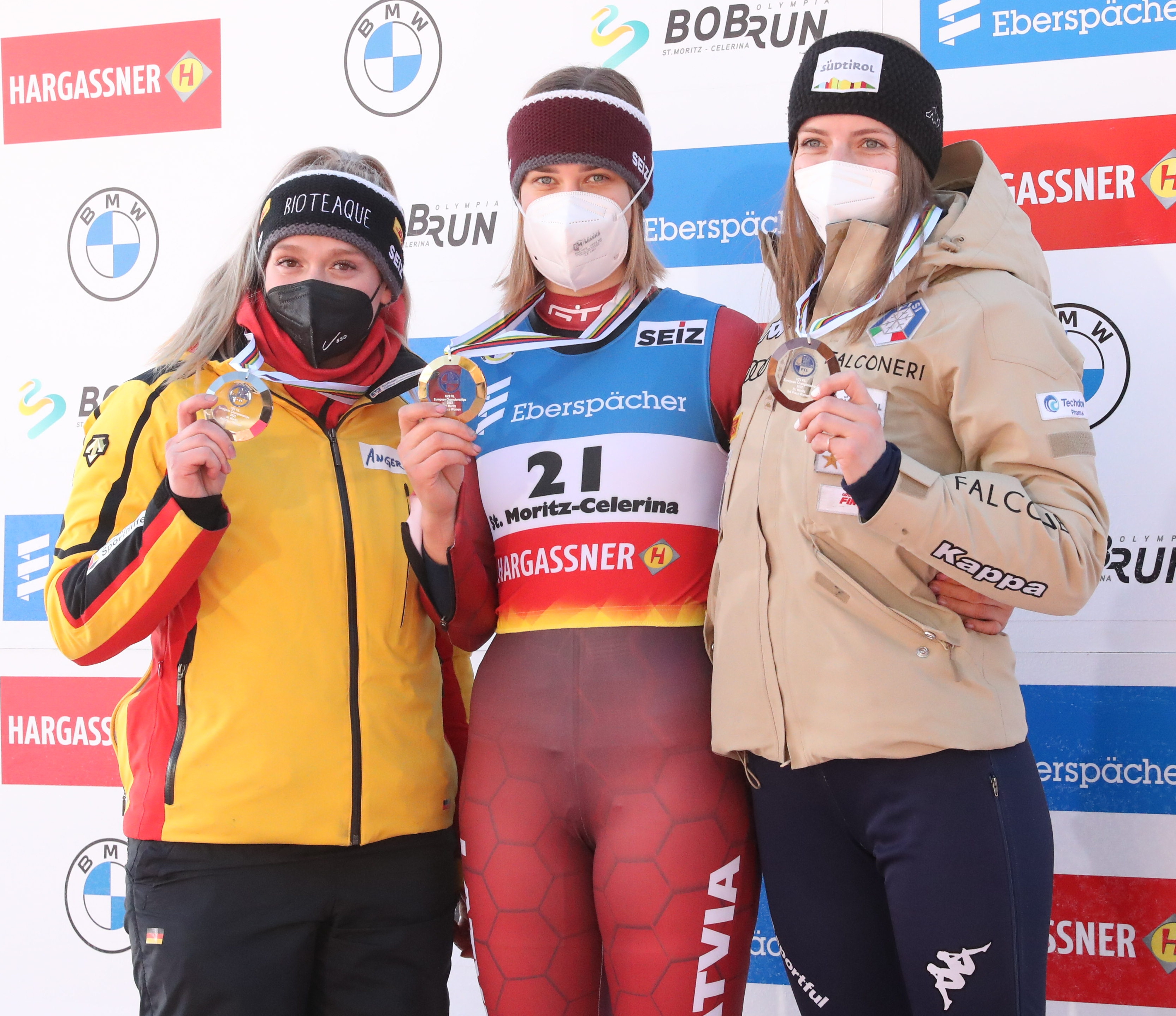
Berreiter, Vītola und Hofer

| Rang | Athlet                   | Nation      | Lauf 1                                                         | Lauf 1                                                         | Lauf 2                                                         | Lauf 2                                                         | Gesamt                                                         | Gesamt                                                         |
| Rang | Athlet                   | Nation      | Zeit (s)                                                       | Rang                                                           | Zeit (s)                                                       | Rang                                                           | Zeit (min)                                                     | Rückstand (s)                                                  |
| ---- | ------------------------ | ----------- | -------------------------------------------------------------- | -------------------------------------------------------------- | -------------------------------------------------------------- | -------------------------------------------------------------- | -------------------------------------------------------------- | -------------------------------------------------------------- |
| 1    | Natalie Geisenberger     | Deutschland | 54,131                                                         | 1                                                              | 54,059                                                         | 2                                                              | 1:48,190                                                       |                                                                |
| 2    | Madeleine Egle           | Österreich  | 54,376                                                         | 3                                                              | 53,969                                                         | 1                                                              | 1:48,345                                                       | +0,155                                                         |
| 3    | Elīna Ieva Vītola (U23)  | Lettland    | 54,300                                                         | 2                                                              | 54,156                                                         | 4                                                              | 1:48,456                                                       | +0,266                                                         |
| 4    | Julia Taubitz            | Deutschland | 54,383                                                         | 4                                                              | 54,131                                                         | 3                                                              | 1:48,514                                                       | +0,324                                                         |
| 5    | Tatjana Iwanowa          | Russland    | 54,489                                                         | 5                                                              | 54,364                                                         | 7                                                              | 1:48,853                                                       | +0,663                                                         |
| 6    | Elīza Tīruma             | Lettland    | 54,598                                                         | 7                                                              | 54,337                                                         | 6                                                              | 1:48,935                                                       | +0,745                                                         |
| 7    | Anna Berreiter (U23)     | Deutschland | 54,634                                                         | 9                                                              | 54,333                                                         | 5                                                              | 1:48,967                                                       | +0,777                                                         |
| 8    | Andrea Vötter            | Italien     | 54,604                                                         | 8                                                              | 54,485                                                         | 10                                                             | 1:49,089                                                       | +0,899                                                         |
| 9    | Verena Hofer (U23)       | Italien     | 54,572                                                         | 6                                                              | 54,539                                                         | 13                                                             | 1:49,111                                                       | +0,921                                                         |
| 10   | Sigita Bērziņa (U23)     | Lettland    | 54,713                                                         | 13                                                             | 54,428                                                         | 8                                                              | 1:49,141                                                       | +0,951                                                         |
| 11   | Wiktorija Demtschenko    | Russland    | 54,661                                                         | 10                                                             | 54,493                                                         | 11                                                             | 1:49,154                                                       | +0,964                                                         |
| 12   | Natalie Maag             | Schweiz     | 54,747                                                         | 14                                                             | 54,483                                                         | 9                                                              | 1:49,230                                                       | +1,040                                                         |
| 13   | Kendija Aparjode         | Lettland    | 54,756                                                         | 15                                                             | 54,497                                                         | 12                                                             | 1:49,253                                                       | +1,063                                                         |
| 14   | Jekaterina Katnikowa     | Russland    | 54,694                                                         | 11                                                             | 54,583                                                         | 14                                                             | 1:49,277                                                       | +1,087                                                         |
| 15   | Nina Zöggeler (U23)      | Italien     | 54,700                                                         | 12                                                             | 54,693                                                         | 16                                                             | 1:49,393                                                       | +1,203                                                         |
| 16   | Sandra Robatscher        | Italien     | 54,781                                                         | 16                                                             | 54,678                                                         | 15                                                             | 1:49,459                                                       | +1,269                                                         |
| 17   | Hannah Prock (U23)       | Österreich  | 54,978                                                         | 17                                                             | 54,799                                                         | 17                                                             | 1:49,777                                                       | +1,587                                                         |
| 18   | Lisa Schulte (U23)       | Österreich  | 55,001                                                         | 18                                                             | 54,815                                                         | 18                                                             | 1:49,816                                                       | +1,626                                                         |
| 19   | Olena Stezkiw            | Ukraine     | 55,235                                                         | 19                                                             | 54,864                                                         | 19                                                             | 1:50,099                                                       | +1,909                                                         |
| 20   | Olena Smaha (U23)        | Ukraine     | 55,337                                                         | 21                                                             | 55,071                                                         | 20                                                             | 1:50,408                                                       | +2,218                                                         |
| 21   | Katarína Šimoňáková      | Slowakei    | 55,325                                                         | 20                                                             | 55,280                                                         | 22                                                             | 1:50,605                                                       | +2,415                                                         |
| 22   | Julianna Tunyzka (U23)   | Ukraine     | 55,591                                                         | 22                                                             | 55,243                                                         | 21                                                             | 1:50,834                                                       | +2,644                                                         |
| 23   | Anna Čežíková (U23)      | Tschechien  | 55,743                                                         | 23                                                             | 55,527                                                         | 24                                                             | 1:51,270                                                       | +3,080                                                         |
| 24   | Klaudia Domaradzka (U23) | Polen       | 56,758                                                         | 24                                                             | 55,403                                                         | 23                                                             | 1:52,161                                                       | +3,971                                                         |
|      | Cezara Curmei            | Rumänien    | Nicht über den Nationencup für das Weltcuprennen qualifiziert. | Nicht über den Nationencup für das Weltcuprennen qualifiziert. | Nicht über den Nationencup für das Weltcuprennen qualifiziert. | Nicht über den Nationencup für das Weltcuprennen qualifiziert. | Nicht über den Nationencup für das Weltcuprennen qualifiziert. | Nicht über den Nationencup für das Weltcuprennen qualifiziert. |
|      | Natalia Jamróz (U23)     | Polen       | Nicht über den Nationencup für das Weltcuprennen qualifiziert. | Nicht über den Nationencup für das Weltcuprennen qualifiziert. | Nicht über den Nationencup für das Weltcuprennen qualifiziert. | Nicht über den Nationencup für das Weltcuprennen qualifiziert. | Nicht über den Nationencup für das Weltcuprennen qualifiziert. | Nicht über den Nationencup für das Weltcuprennen qualifiziert. |
|      | Doina Descalui (U23)     | Moldau      | Nicht über den Nationencup für das Weltcuprennen qualifiziert. | Nicht über den Nationencup für das Weltcuprennen qualifiziert. | Nicht über den Nationencup für das Weltcuprennen qualifiziert. | Nicht über den Nationencup für das Weltcuprennen qualifiziert. | Nicht über den Nationencup für das Weltcuprennen qualifiziert. | Nicht über den Nationencup für das Weltcuprennen qualifiziert. |
|      | Cheyenne Rosenthal (U23) | Deutschland | Nicht über den Nationencup für das Weltcuprennen qualifiziert. | Nicht über den Nationencup für das Weltcuprennen qualifiziert. | Nicht über den Nationencup für das Weltcuprennen qualifiziert. | Nicht über den Nationencup für das Weltcuprennen qualifiziert. | Nicht über den Nationencup für das Weltcuprennen qualifiziert. | Nicht über den Nationencup für das Weltcuprennen qualifiziert. |
|      | Dania Obratov (U23)      | Niederlande | Nicht über den Nationencup für das Weltcuprennen qualifiziert. | Nicht über den Nationencup für das Weltcuprennen qualifiziert. | Nicht über den Nationencup für das Weltcuprennen qualifiziert. | Nicht über den Nationencup für das Weltcuprennen qualifiziert. | Nicht über den Nationencup für das Weltcuprennen qualifiziert. | Nicht über den Nationencup für das Weltcuprennen qualifiziert. |

### Einsitzer der Männer

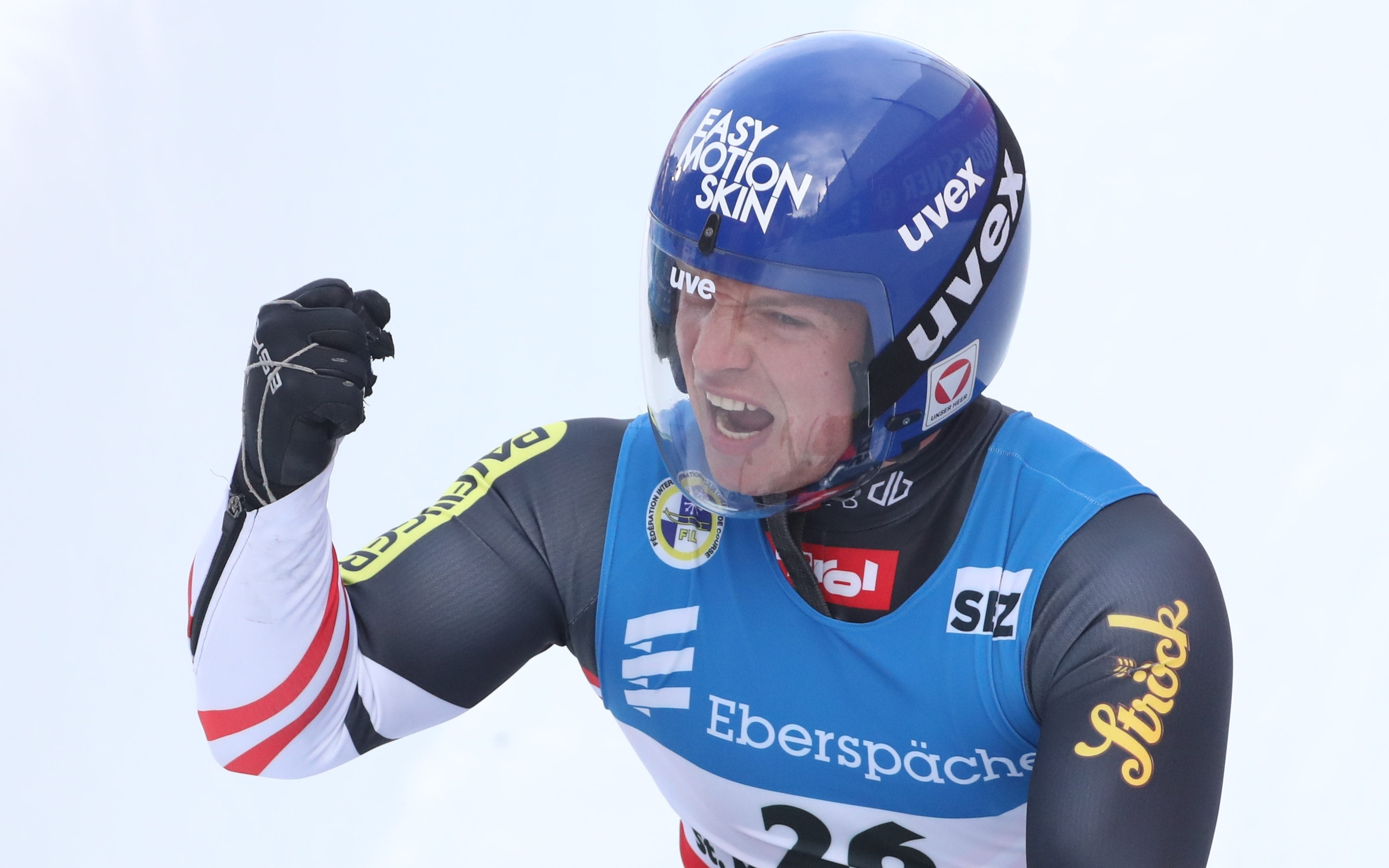
Wolfgang Kindl, Europameisterin

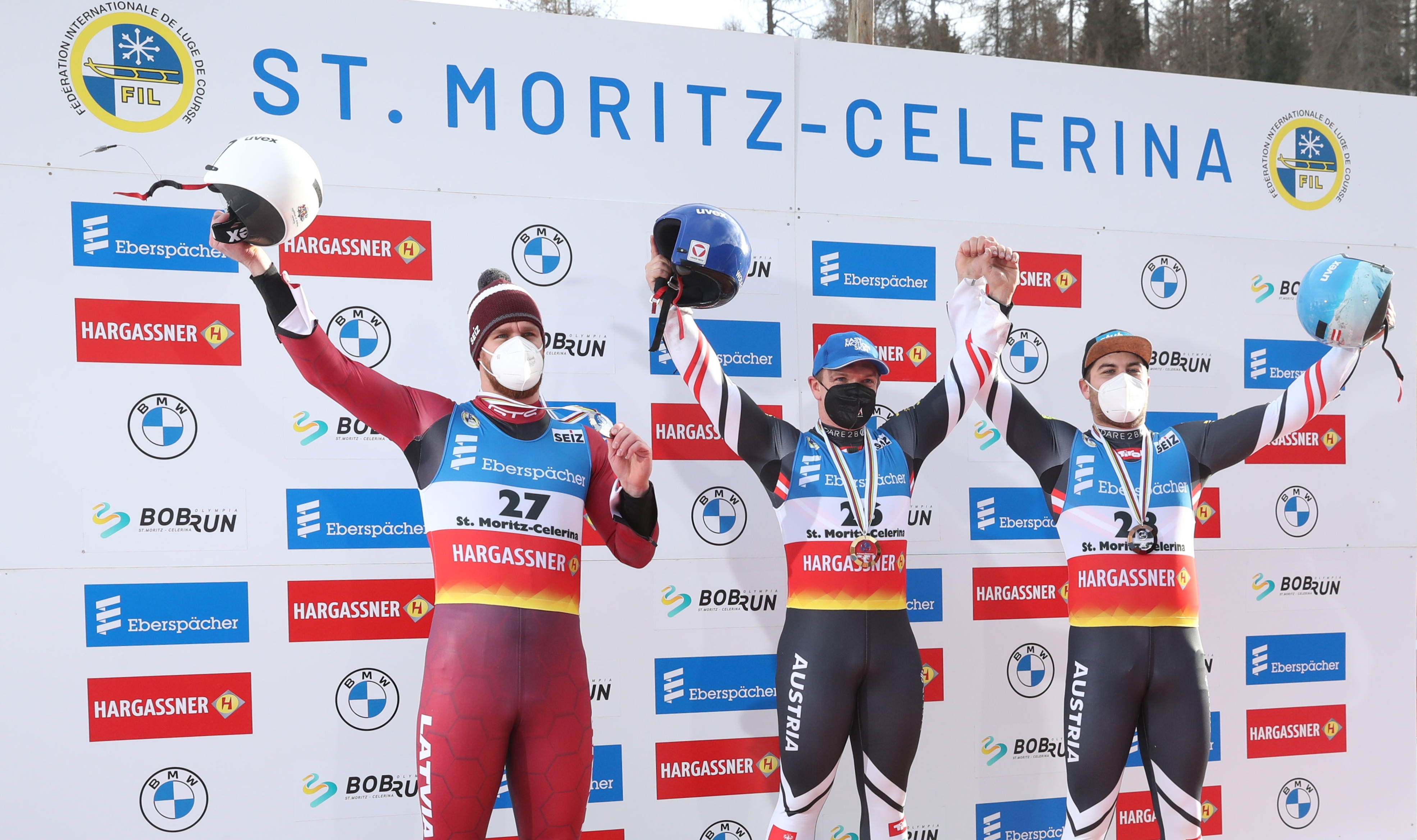
Aparjods, Kindl und Nico Gleirscher

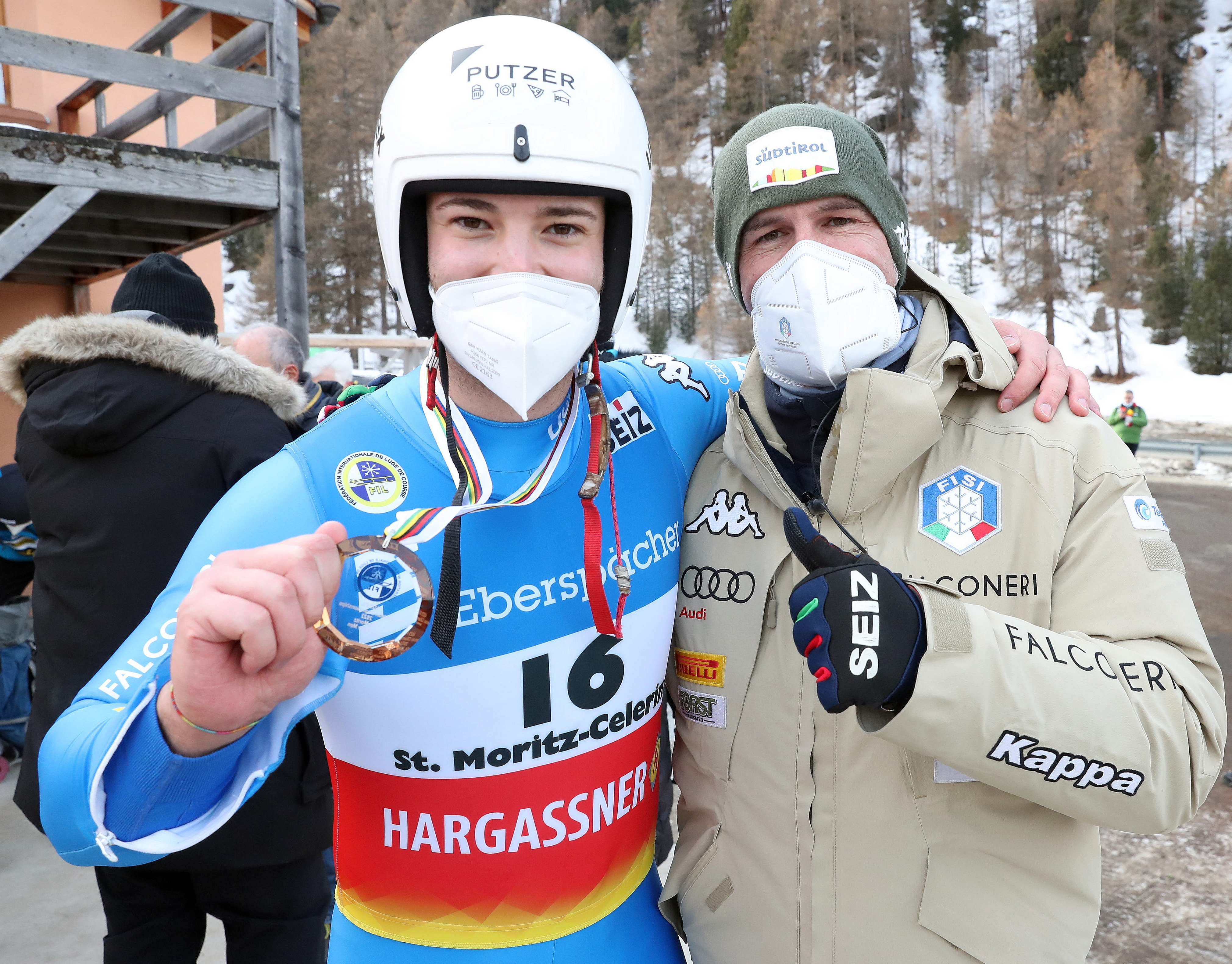
Leon Felderer, U23-Europameister, zusammen mit Armin Zöggeler

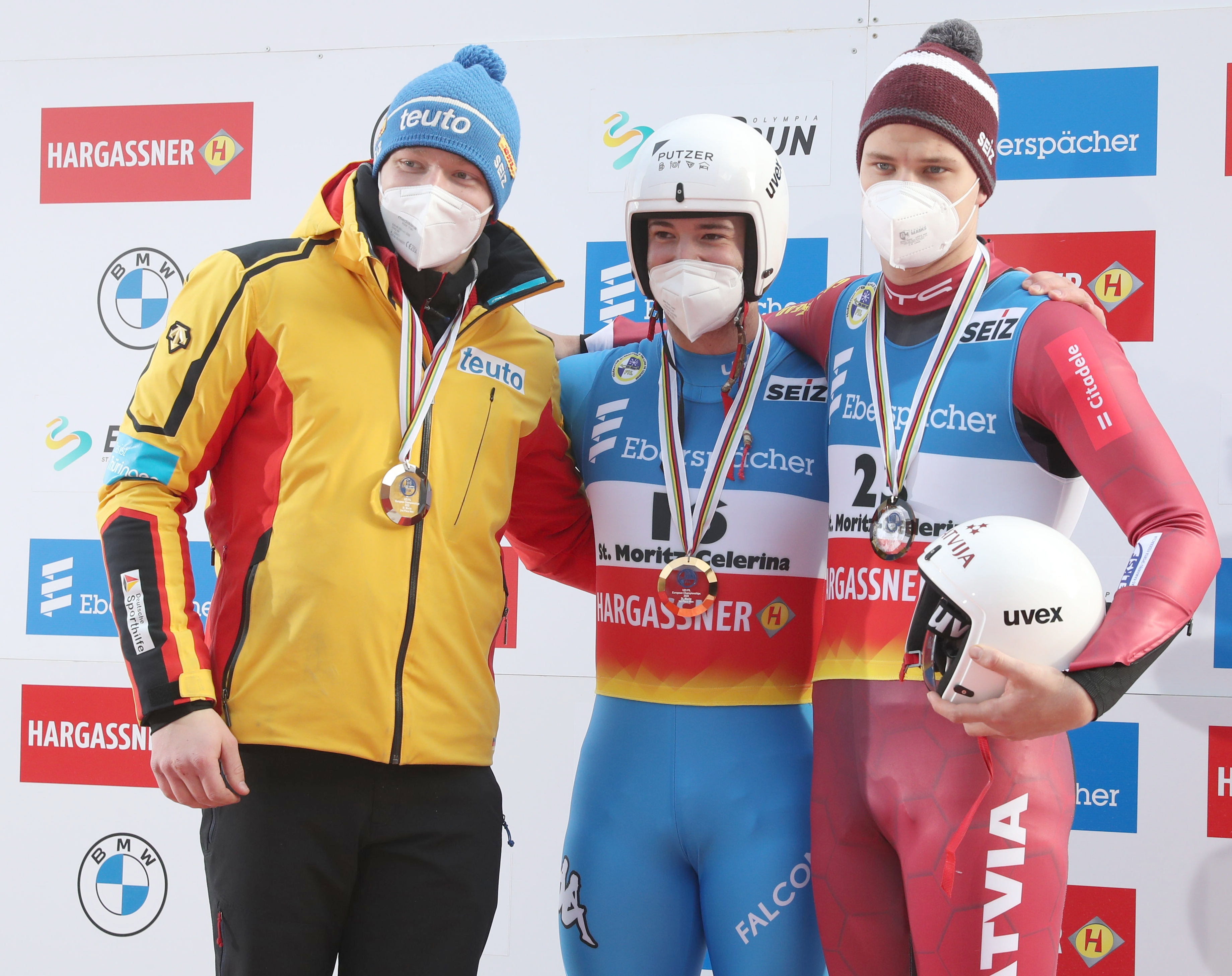
Langenhan, Felderer und Bērziņš

| Rang | Athlet                     | Nation                  | Lauf 1                                                         | Lauf 1                                                         | Lauf 2                                                         | Lauf 2                                                         | Gesamt                                                         | Gesamt                                                         |
| Rang | Athlet                     | Nation                  | Zeit (min)                                                     | Rang                                                           | Zeit (min)                                                     | Rang                                                           | Zeit (min)                                                     | Rückstand (s)                                                  |
| ---- | -------------------------- | ----------------------- | -------------------------------------------------------------- | -------------------------------------------------------------- | -------------------------------------------------------------- | -------------------------------------------------------------- | -------------------------------------------------------------- | -------------------------------------------------------------- |
| 1    | Wolfgang Kindl             | Österreich              | 1:05,162                                                       | 3                                                              | 1:05,084                                                       | 1                                                              | 2:10,246                                                       |                                                                |
| 2    | Kristers Aparjods          | Lettland                | 1:05,182                                                       | 4                                                              | 1:05,085                                                       | 2                                                              | 2:10,267                                                       | +0,031                                                         |
| 3    | Nico Gleirscher            | Österreich              | 1:05,365                                                       | 7                                                              | 1:05,181                                                       | 3                                                              | 2:10,546                                                       | +0,300                                                         |
| 4    | Felix Loch                 | Deutschland             | 1:05,417                                                       | 9                                                              | 1:05,194                                                       | 4                                                              | 2:10,611                                                       | +0,365                                                         |
| 5    | Jonas Müller               | Österreich              | 1:05,337                                                       | 6                                                              | 1:05,319                                                       | 5                                                              | 2:10,656                                                       | +0,410                                                         |
| 6    | Leon Felderer (U23)        | Italien                 | 1:05,366                                                       | 8                                                              | 1:05,360                                                       | 6                                                              | 2:10,726                                                       | +0,480                                                         |
| 7    | Max Langenhan (U23)        | Deutschland             | 1:05,459                                                       | 10                                                             | 1:05,497                                                       | 9                                                              | 2:10,956                                                       | +0,710                                                         |
| 8    | Dominik Fischnaller        | Italien                 | 1:05,052                                                       | 1                                                              | 1:05,919                                                       | 17                                                             | 2:10,971                                                       | +0,725                                                         |
| 9    | Roman Repilow              | Russland                | 1:05,637                                                       | 12                                                             | 1:05,387                                                       | 7                                                              | 2:11,024                                                       | +0,778                                                         |
| 10   | Kevin Fischnaller          | Italien                 | 1:05,563                                                       | 11                                                             | 1:05,489                                                       | 8                                                              | 2:11,052                                                       | +0,806                                                         |
| 11   | Johannes Ludwig            | Deutschland             | 1:05,070                                                       | 2                                                              | 1:06,010                                                       | 20                                                             | 2:11,080                                                       | +0,834                                                         |
| 12   | Gints Bērziņš (U23)        | Lettland                | 1:05,292                                                       | 5                                                              | 1:05,985                                                       | 18                                                             | 2:11,277                                                       | +1,031                                                         |
| 13   | Chris Eißler               | Deutschland             | 1:05,685                                                       | 13                                                             | 1:05,719                                                       | 12                                                             | 2:11,404                                                       | +1,158                                                         |
| 14   | Artūrs Dārznieks           | Lettland                | 1:05,744                                                       | 14                                                             | 1:05,714                                                       | 11                                                             | 2:11,458                                                       | +1,212                                                         |
| 15   | Semjon Pawlitschenko       | Russland                | 1:05,794                                                       | 15                                                             | 1:05,783                                                       | 14                                                             | 2:11,577                                                       | +1,331                                                         |
| 16   | Reinhard Egger             | Österreich              | 1:05,818                                                       | 16                                                             | 1:05,836                                                       | 15                                                             | 2:11,654                                                       | +1,408                                                         |
| 17   | David Gleirscher           | Österreich              | 1:06,026                                                       | 19                                                             | 1:05,690                                                       | 10                                                             | 2:11,716                                                       | +1,470                                                         |
| 18   | Anton Dukatsch             | Ukraine                 | 1:05,909                                                       | 18                                                             | 1:05,900                                                       | 16                                                             | 2:11,809                                                       | +1,563                                                         |
| 19   | Jozef Ninis                | Slowakei                | 1:05,880                                                       | 17                                                             | 1:06,003                                                       | 19                                                             | 2:11,883                                                       | +1,637                                                         |
| 20   | Alexander Gorbazewitsch    | Russland                | 1:06,263                                                       | 25                                                             | 1:05,744                                                       | 13                                                             | 2:12,007                                                       | +1,761                                                         |
| 21   | Andrij Mandsij             | Ukraine                 | 1:06,219                                                       | 24                                                             | 1:06,020                                                       | 21                                                             | 2:12,239                                                       | +1,993                                                         |
| 22   | Lukas Gufler (U23)         | Italien                 | 1:06,029                                                       | 20                                                             | 1:06,272                                                       | 22                                                             | 2:12,291                                                       | +2,045                                                         |
| 23   | Mateusz Sochowicz          | Polen                   | 1:06,082                                                       | 21                                                             | 1:06,318                                                       | 24                                                             | 2:12,400                                                       | +2,154                                                         |
| 24   | Andrei Turea               | Rumänien                | 1:06,276                                                       | 26                                                             | 1:06,296                                                       | 23                                                             | 2:12,572                                                       | +2,326                                                         |
| 25   | Mathis Ertel (U23)         | Deutschland             | 1:06,199                                                       | 23                                                             | 1:06,421                                                       | 26                                                             | 2:12,620                                                       | +2,374                                                         |
| 26   | Eduard Mihai Crăciun (U23) | Rumänien                | 1:06,325                                                       | 27                                                             | 1:06,353                                                       | 25                                                             | 2:12,678                                                       | +2,432                                                         |
| 27   | Jozef Hušla (U23)          | Slowakei                | 1:06,465                                                       | 28                                                             | 1:07,236                                                       | 27                                                             | 2:13,701                                                       | +3,455                                                         |
| 28   | Marián Skupek (U23)        | Slowakei                | 1:06,189                                                       | 22                                                             | 1:07,659                                                       | 28                                                             | 2:13,848                                                       | +3,602                                                         |
|      | Kacper Tarnawski (U23)     | Polen                   | Nicht über den Nationencup für das Weltcuprennen qualifiziert. | Nicht über den Nationencup für das Weltcuprennen qualifiziert. | Nicht über den Nationencup für das Weltcuprennen qualifiziert. | Nicht über den Nationencup für das Weltcuprennen qualifiziert. | Nicht über den Nationencup für das Weltcuprennen qualifiziert. | Nicht über den Nationencup für das Weltcuprennen qualifiziert. |
|      | Mirza Nikolajev (U23)      | Bosnien und Herzegowina | Nicht über den Nationencup für das Weltcuprennen qualifiziert. | Nicht über den Nationencup für das Weltcuprennen qualifiziert. | Nicht über den Nationencup für das Weltcuprennen qualifiziert. | Nicht über den Nationencup für das Weltcuprennen qualifiziert. | Nicht über den Nationencup für das Weltcuprennen qualifiziert. | Nicht über den Nationencup für das Weltcuprennen qualifiziert. |
|      | Michael Lejsek             | Tschechien              | Nicht über den Nationencup für das Weltcuprennen qualifiziert. | Nicht über den Nationencup für das Weltcuprennen qualifiziert. | Nicht über den Nationencup für das Weltcuprennen qualifiziert. | Nicht über den Nationencup für das Weltcuprennen qualifiziert. | Nicht über den Nationencup für das Weltcuprennen qualifiziert. | Nicht über den Nationencup für das Weltcuprennen qualifiziert. |
|      | Ionuț Șișcanu (U23)        | Moldau                  | Nicht über den Nationencup für das Weltcuprennen qualifiziert. | Nicht über den Nationencup für das Weltcuprennen qualifiziert. | Nicht über den Nationencup für das Weltcuprennen qualifiziert. | Nicht über den Nationencup für das Weltcuprennen qualifiziert. | Nicht über den Nationencup für das Weltcuprennen qualifiziert. | Nicht über den Nationencup für das Weltcuprennen qualifiziert. |
|      | Saba Kumaritaschwili (U23) | Georgien                | Nicht über den Nationencup für das Weltcuprennen qualifiziert. | Nicht über den Nationencup für das Weltcuprennen qualifiziert. | Nicht über den Nationencup für das Weltcuprennen qualifiziert. | Nicht über den Nationencup für das Weltcuprennen qualifiziert. | Nicht über den Nationencup für das Weltcuprennen qualifiziert. | Nicht über den Nationencup für das Weltcuprennen qualifiziert. |

### Doppelsitzer der Männer

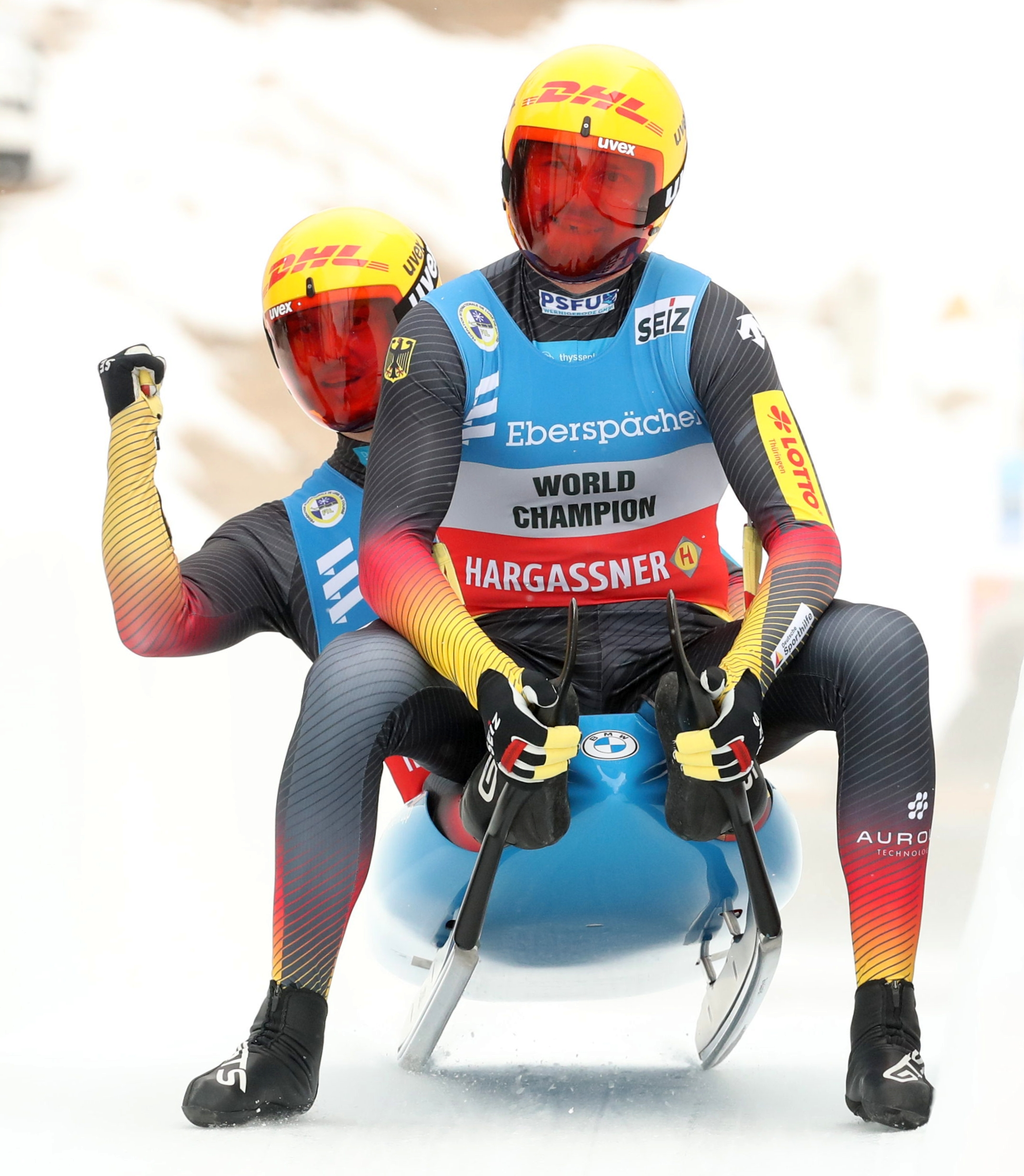
Eggert/Benecken, Europameister

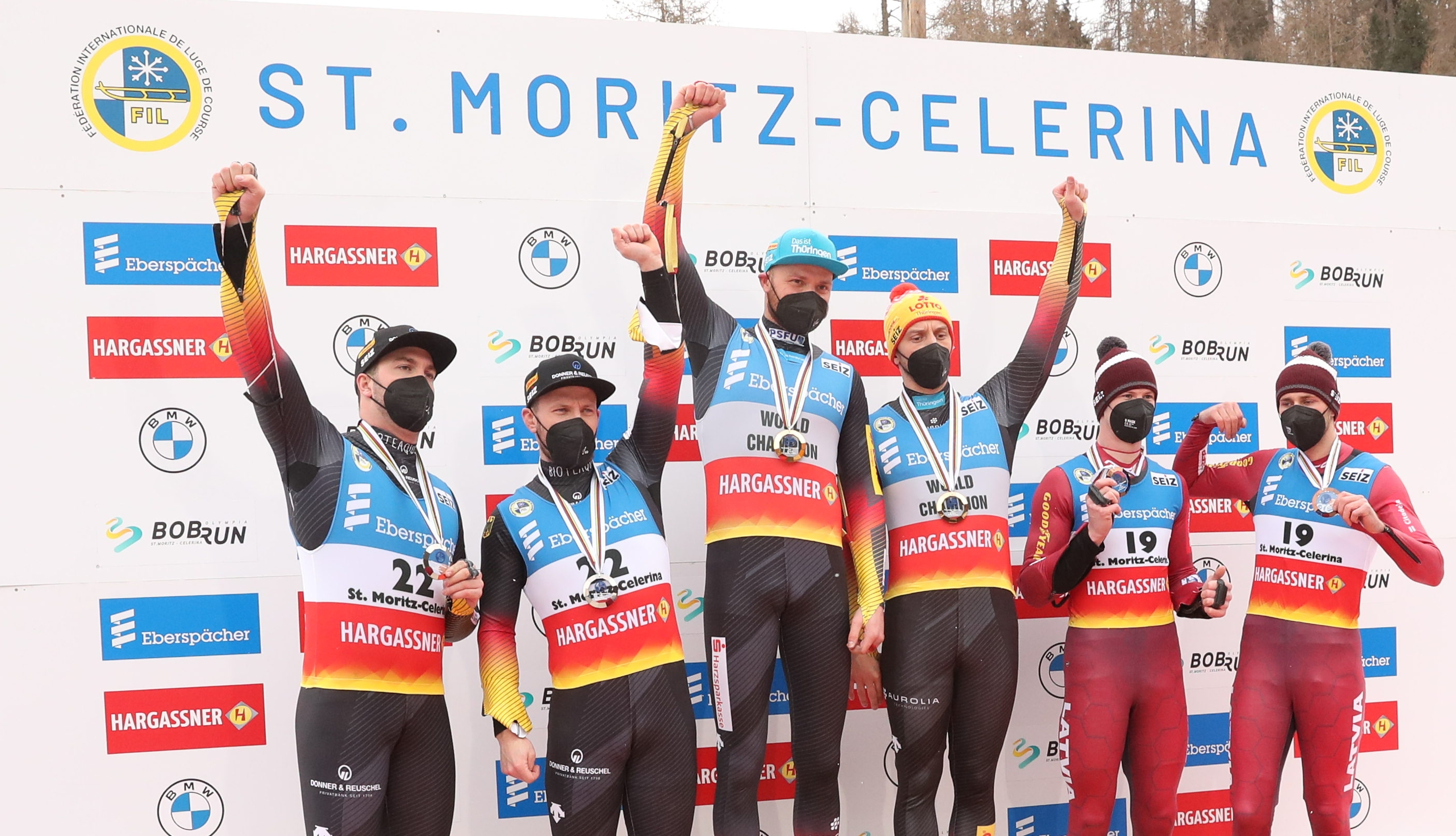
Wendl/Arlt, Eggert/Benecken und Bots/Plūme

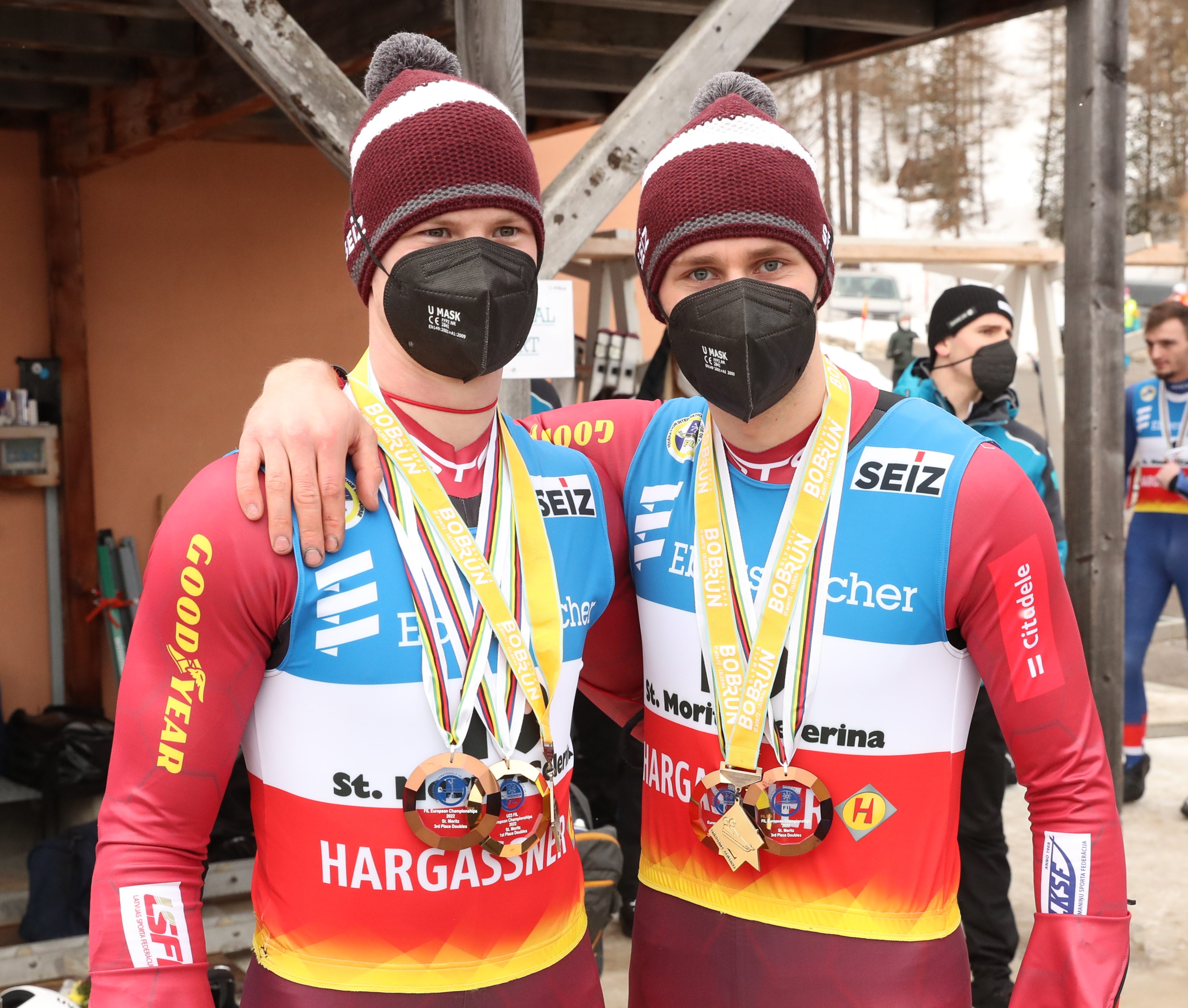
Bots/Plūme, U23-Europameister

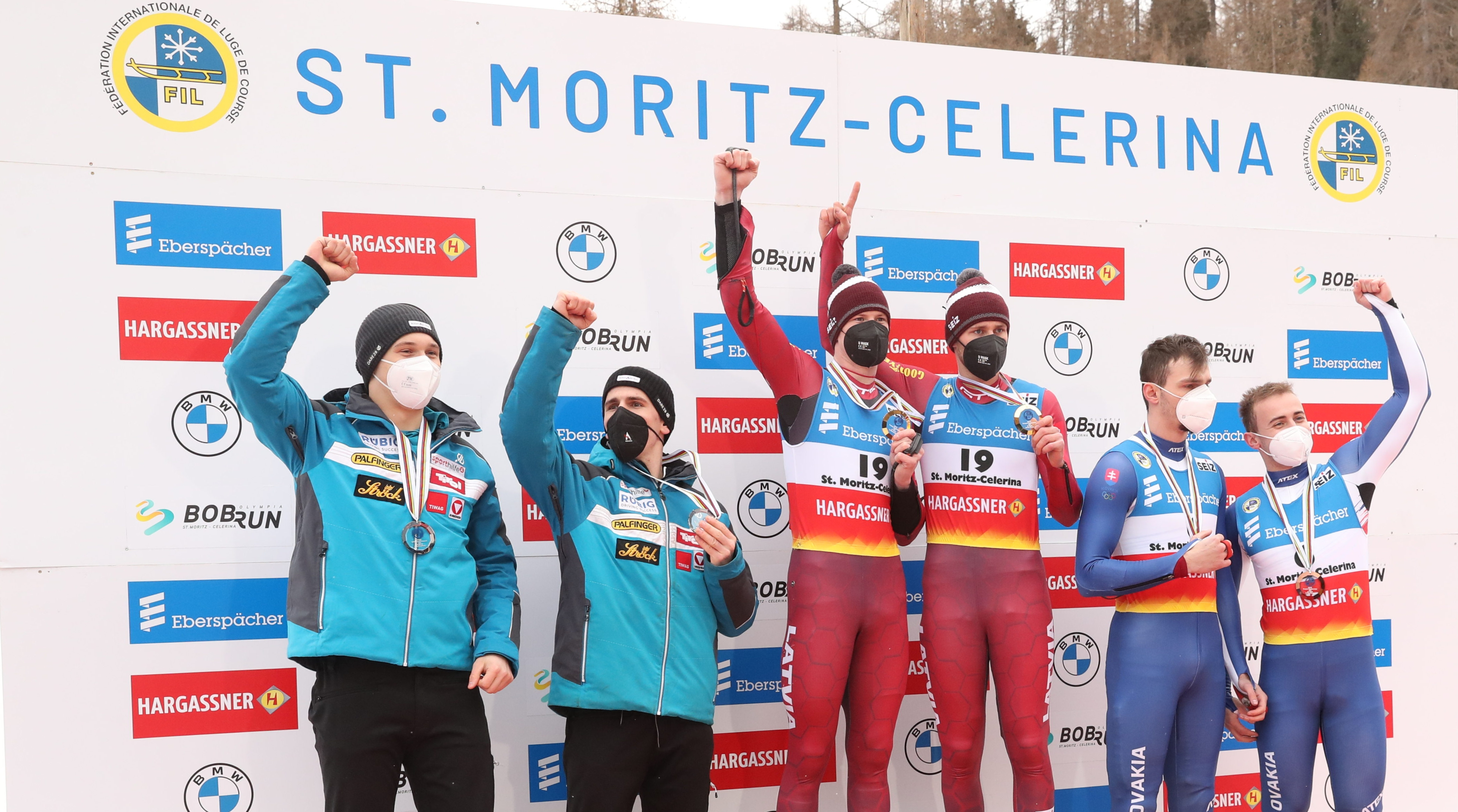
Gatt/Schöpf, Bots/Plūme und Vaverčák/Zmij

| Rang | Athlet                                  | Nation      | Lauf 1   | Lauf 1 | Lauf 2   | Lauf 2 | Gesamt     | Gesamt        |
| Rang | Athlet                                  | Nation      | Zeit (s) | Rang   | Zeit (s) | Rang   | Zeit (min) | Rückstand (s) |
| ---- | --------------------------------------- | ----------- | -------- | ------ | -------- | ------ | ---------- | ------------- |
| 1    | Toni Eggert/Sascha Benecken             | Deutschland | 53,585   | 1      | 53,624   | 1      | 1:47,209   |               |
| 2    | Tobias Wendl/Tobias Arlt                | Deutschland | 53,652   | 2      | 53,670   | 4      | 1:47,322   | +0,113        |
| 3    | Mārtiņš Bots/Roberts Plūme (U23)        | Lettland    | 53,806   | 4      | 53,652   | 2      | 1:47,458   | +0,249        |
| 4    | Emanuel Rieder/Simon Kainzwaldner       | Italien     | 53,784   | 3      | 53,705   | 6      | 1:47,489   | +0,280        |
| 5    | Andris Šics/Juris Šics                  | Lettland    | 53,857   | 7      | 53,669   | 3      | 1:47,526   | +0,317        |
| 6    | Thomas Steu/Lorenz Koller               | Österreich  | 53,840   | 6      | 53,716   | 7      | 1:47,556   | +0,347        |
| 7    | Ludwig Rieder/Patrick Rastner           | Italien     | 53,832   | 5      | 53,785   | 8      | 1:47,617   | +0,408        |
| 8    | Andrei Bogdanow/Juri Prochorow          | Russland    | 54,020   | 8      | 53,673   | 5      | 1:47,693   | +0,484        |
| 9    | Ivan Nagler/Fabian Malleier             | Italien     | 54,051   | 11     | 53,832   | 9      | 1:47,883   | +0,674        |
| 10   | Alexander Denissjew/Wladislaw Antonow   | Russland    | 54,065   | 12     | 53,848   | 10     | 1:47,913   | +0,704        |
| 11   | Yannick Müller/Armin Frauscher          | Österreich  | 54,022   | 9      | 53,958   | 11     | 1:47,980   | +0,781        |
| 12   | Juri Gatt/Riccardo Schöpf (U23)         | Österreich  | 54,026   | 10     | 54,035   | 12     | 1:48,061   | +0,852        |
| 13   | Wsewolod Kaschkin/Konstantin Korschunow | Russland    | 54,363   | 13     | 54,078   | 13     | 1:48,441   | +1,232        |
| 14   | Wojciech Chmielewski/Jakub Kowalewski   | Polen       | 54,365   | 15     | 54,150   | 14     | 1:48,515   | +1,306        |
| 15   | Tomáš Vaverčák/Matej Zmij (U23)         | Slowakei    | 54,364   | 14     | 54,364   | 16     | 1:48,728   | +1,519        |
| 16   | Max Ewald/Jakob Jannusch (U23)          | Deutschland | 54,634   | 16     | 54,320   | 15     | 1:48,954   | +1,745        |
| 17   | Ihor Stachiw/Andrij Lyssezkyj           | Ukraine     | 54,866   | 17     | 54,791   | 17     | 1:49,657   | +2,448        |
| 18   | Ihor Hoj/Rostyslaw Lewkowytsch (U23)    | Ukraine     | 55,100   | 18     | 55,399   | 19     | 1:50,499   | +3,290        |
| 19   | Filip Vejdělek/Zdeněk Pěkný             | Tschechien  | 55,458   | 19     | 55,784   | 20     | 1:51,242   | +4,033        |
| 20   | Ionuț Șișcanu/Iulian Oprea (U23)        | Moldau      | 55,663   | 20     | 55,928   | 21     | 1:51,591   | +4,382        |
| 21   | Wadym Mykyjewytsch/Bohdan Babura (U23)  | Ukraine     | 58,961   | 21     | 55,075   | 18     | 1:54,036   | +6,827        |

### Teamstaffel

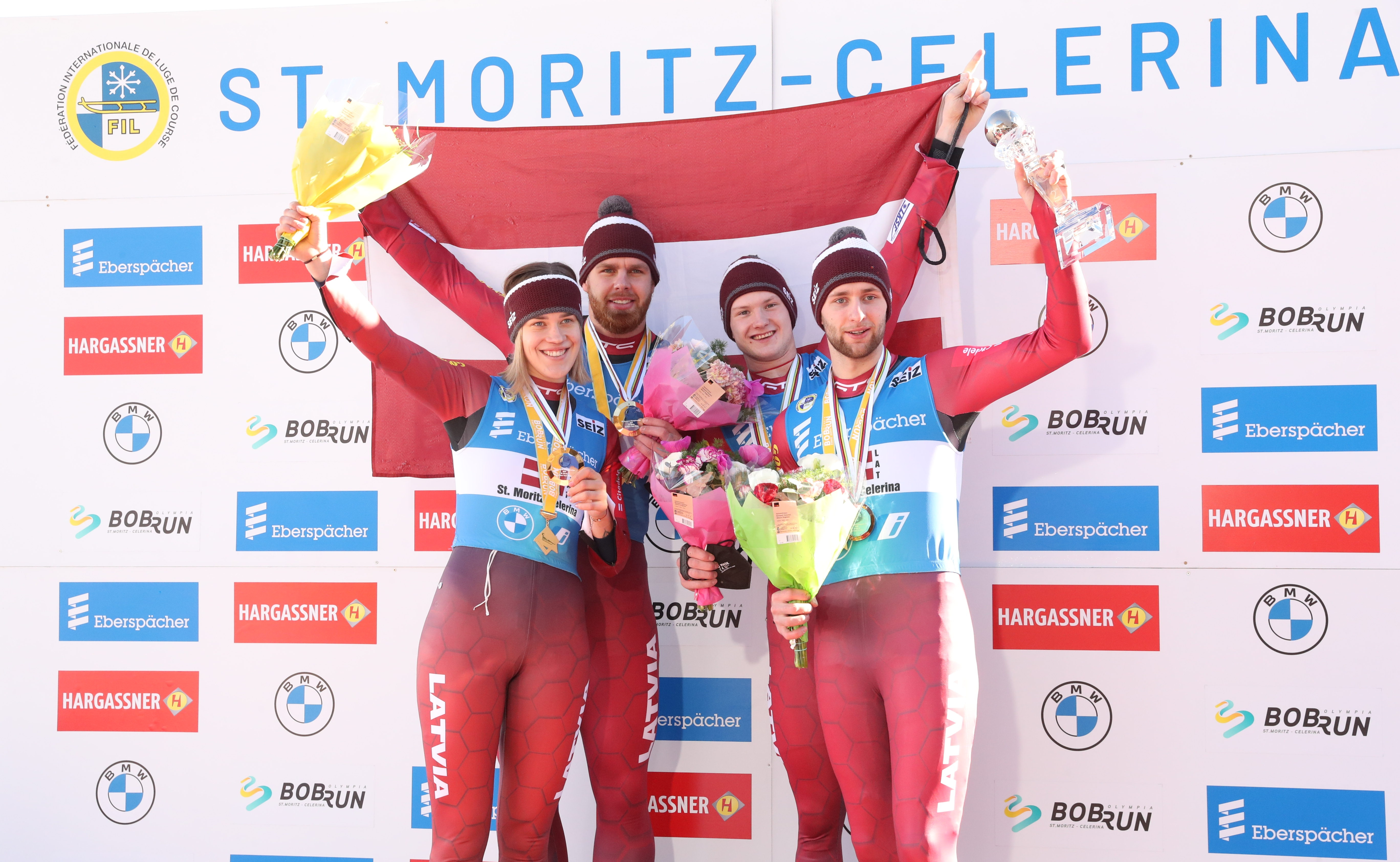
Europameister Lettland mit Vītola, Aparjods und Bots/Plūme

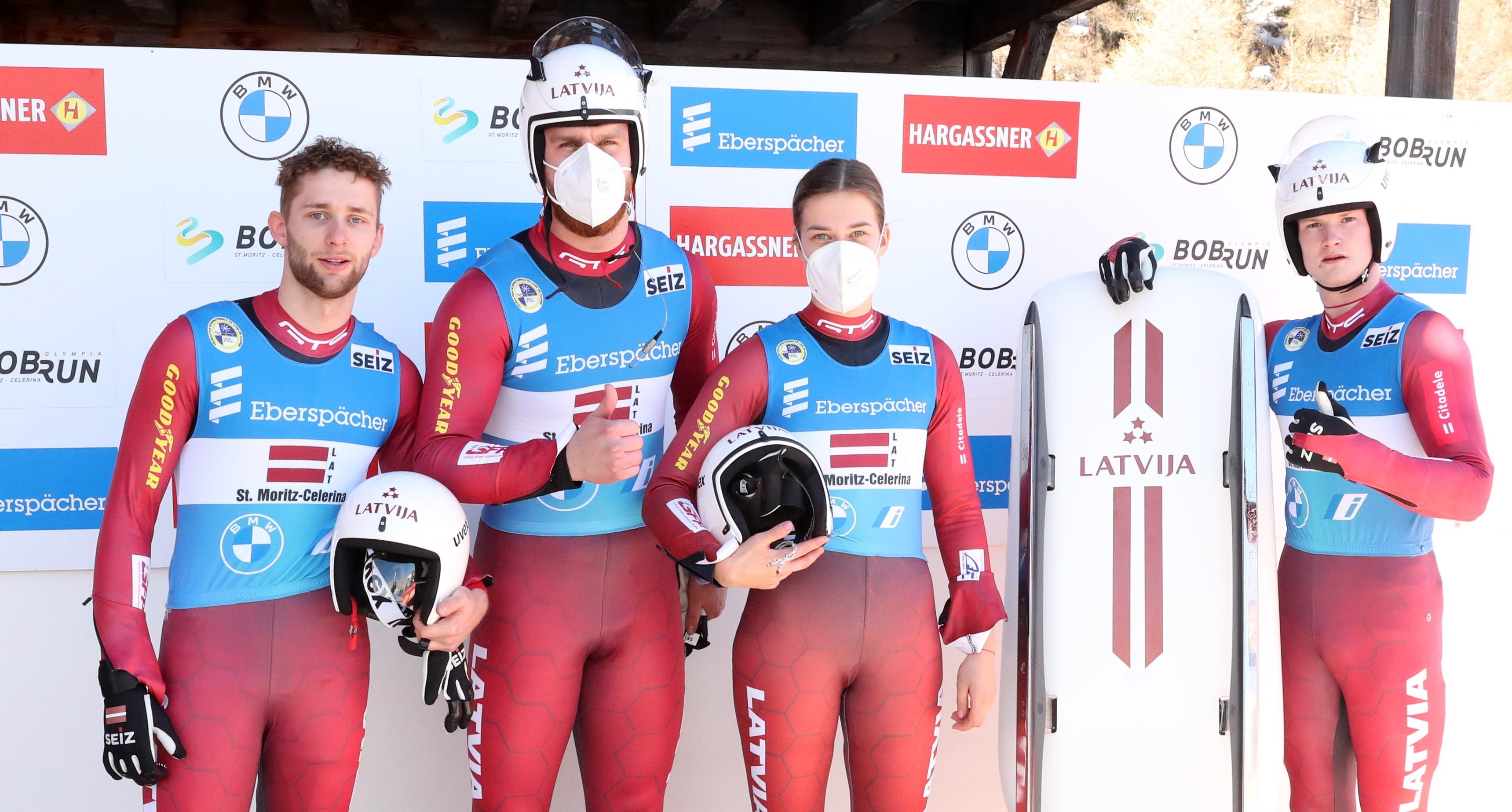
Europameister Lettland

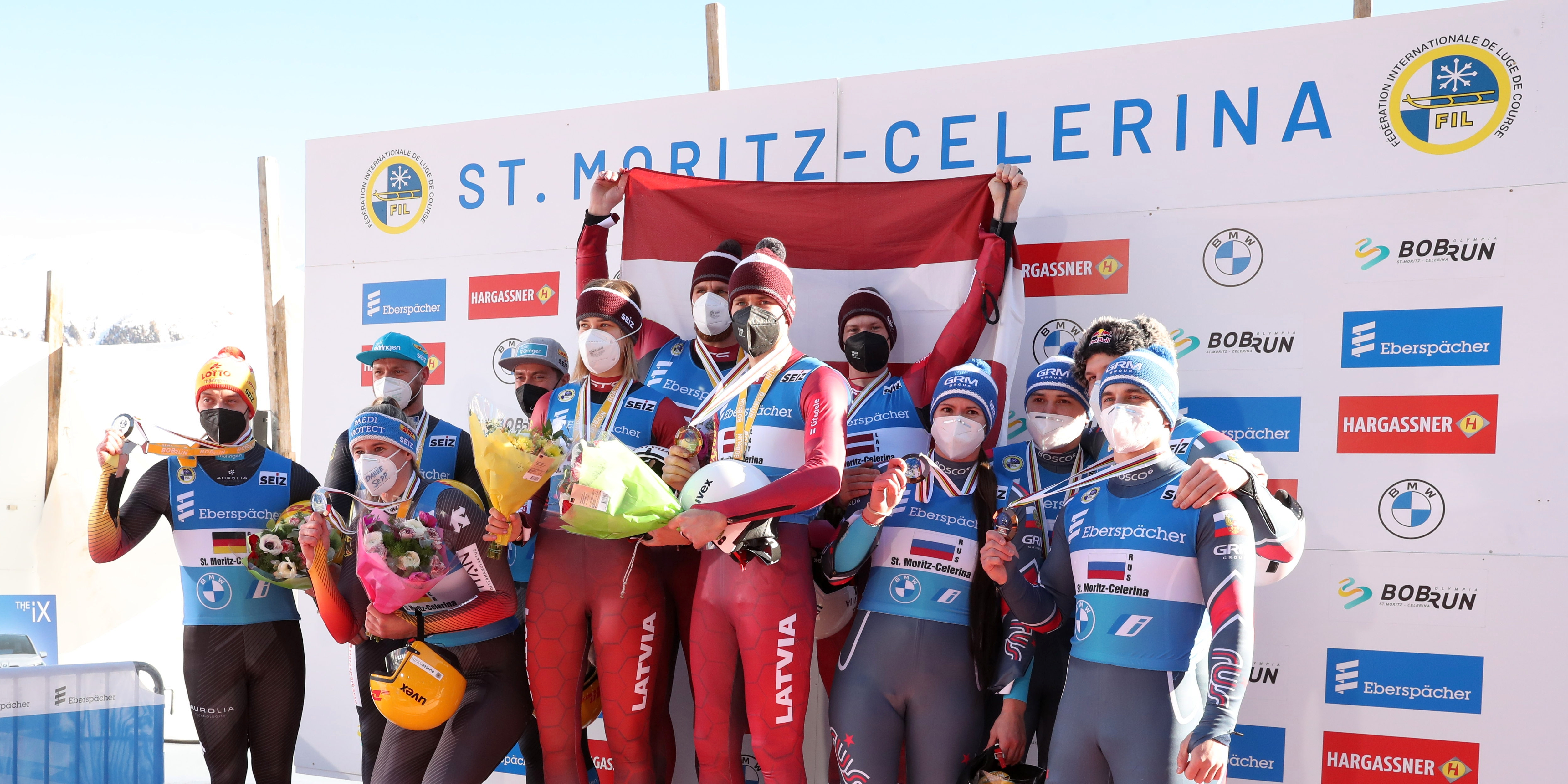
Siegerehrung

| Rang | Nation      | Athleten                                                                   | Laufzeiten                                                | Gesamt                                                    | Gesamt                                                    |
| Rang | Nation      | Athleten                                                                   | Zeit (s)                                                  | Zeit (min)                                                | Rückstand (s)                                             |
| ---- | ----------- | -------------------------------------------------------------------------- | --------------------------------------------------------- | --------------------------------------------------------- | --------------------------------------------------------- |
| 1    | Lettland    | Elīna Ieva Vītola Kristers Aparjods Mārtiņš Bots/Roberts Plūme             | 55,228 55,565 56,308                                      | 2:47,101                                                  |                                                           |
| 2    | Deutschland | Natalie Geisenberger Johannes Ludwig Toni Eggert/Sascha Benecken           | 55,311 55,716 56,201                                      | 2:47,228                                                  | +0,127                                                    |
| 3    | Russland    | Tatjana Iwanowa Roman Repilow Andrei Bogdanow/Juri Prochorow               | 55,478 55,858 56,440                                      | 2:47,776                                                  | +0,675                                                    |
| 4    | Italien     | Andrea Vötter Dominik Fischnaller Emanuel Rieder/Simon Kainzwaldner        | 55,578 55,914 56,734                                      | 2:48,226                                                  | +1,125                                                    |
| 5    | Ukraine     | Olena Stezkiw Anton Dukatsch Ihor Stachiw/Andrij Lyssezkyj                 | 55,968 56,374 57,628                                      | 2:49,970                                                  | +2,869                                                    |
| 6    | Polen       | Klaudia Domaradzka Mateusz Sochowicz Wojciech Chmielewski/Jakub Kowalewski | 56,587 56,698 56,709                                      | 2:49,994                                                  | +2,893                                                    |
| 7    | Slowakei    | Katarína Šimoňáková Jozef Ninis Tomáš Vaverčák/Matej Zmij                  | 56,515 56,918 56,854                                      | 2:50,287                                                  | +3,186                                                    |
| 8    | Tschechien  | Anna Čežíková Michael Lejsek Filip Vejdělek/Zdeněk Pěkný                   | 56,812 57,560 58,186                                      | 2:52,558                                                  | +5,457                                                    |
| DSQ  | Österreich  | Madeleine Egle Wolfgang Kindl Thomas Steu/Lorenz Koller                    | Madeleine Egle verpasste das Touchpad zur Staffelübergabe | Madeleine Egle verpasste das Touchpad zur Staffelübergabe | Madeleine Egle verpasste das Touchpad zur Staffelübergabe |

## Medaillenspiegel
Die U23-Wertung wird für den allgemeinen Medaillenspiegel nicht berücksichtigt.
| Platz | Land        | Gold | Silber | Bronze | Gesamt |
| ----- | ----------- | ---- | ------ | ------ | ------ |
| 1     | Deutschland | 2    | 2      | 0      | 4      |
| 2     | Lettland    | 1    | 1      | 2      | 4      |
| 3     | Österreich  | 1    | 1      | 1      | 3      |
| 4     | Russland    | 0    | 0      | 1      | 1      |

Medaillenspiegel U23-Wertung

Für die Rennen in der klassischen Disziplin (Einsitzer der Frauen, Einsitzer der Männer und Doppelsitzer) wurde eine U23-Europameisterschaftswertung durchgeführt.
| Platz | Land        | Gold | Silber | Bronze | Gesamt |
| ----- | ----------- | ---- | ------ | ------ | ------ |
| 1     | Lettland    | 2    | 0      | 1      | 3      |
| 2     | Italien     | 1    | 1      | 0      | 2      |
| 3     | Deutschland | 0    | 2      | 0      | 2      |
| 4     | Österreich  | 0    | 1      | 0      | 1      |
| 5     | Slowakei    | 0    | 0      | 1      | 1      |